# Деколонізація

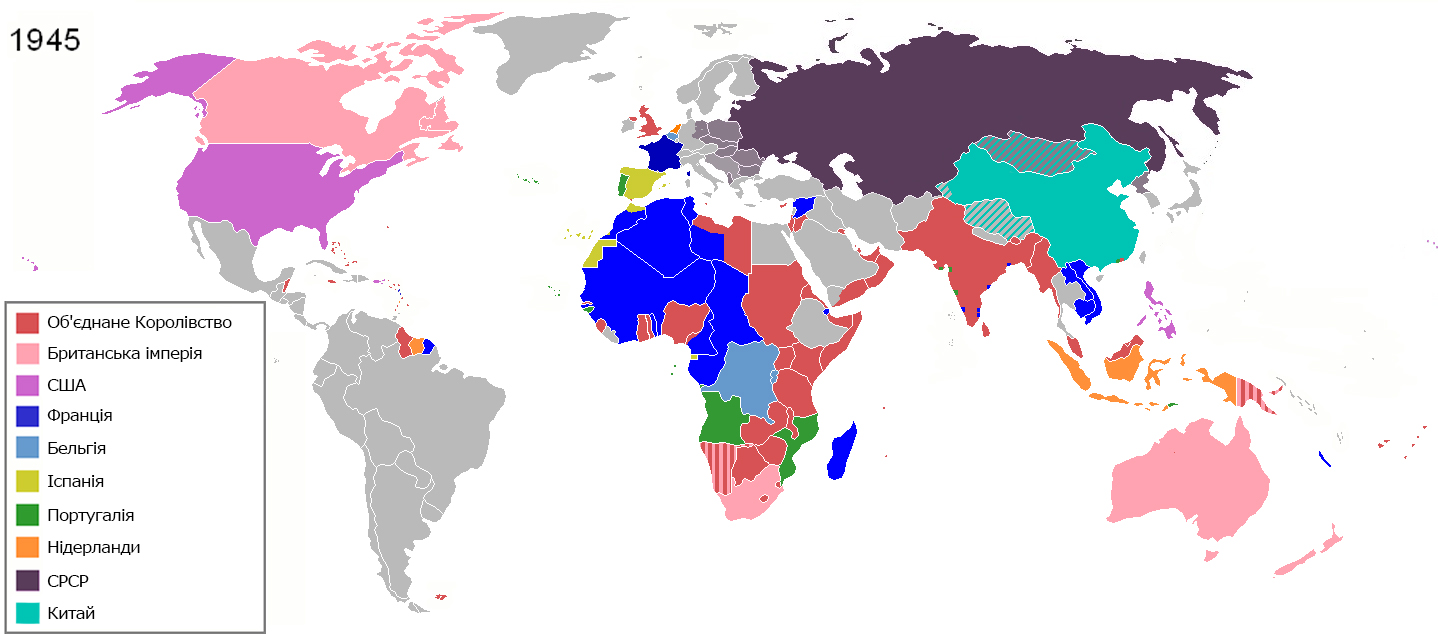
Колоніалізм у 1945

Держави-члени Спеціальний комітет з деколонізації ООН з деколонізації

Деколонізація — процес виборювання незалежності та повного суверенітету домініонам, підмандатним територіям, колоніями. Часто відбувався внаслідок збройної боротьби поневолених народів проти колонізаторів, рідше був наслідком перемовин і дипломатичного врегулювання, в окремих випадках в середині XX століття. Також процес переосмислення історії й спадку колоніальних імперій в колишніх поневолених країнах, їх культурного впливу.
Процес скасування колоніалізму, який був процесом, за допомогою якого імперські нації встановлювали домінування на чужих територіях, часто за кордоном. Значення та застосування терміна є суперечливими. Деякі дослідники деколонізації зосереджуються особливо на рухах за незалежність у колоніях і розпаді глобальних колоніальних імперій. Інші вчені поширюють значення на економічні, культурні та психологічні аспекти колоніального досвіду.
Дослідники деколонізації формують школу думки, відому як деколоніальність, і застосовують деколоніальні рамки до боротьби проти колоніальності влади та колоніальності знань у колоніальних державах-поселенцях навіть після успішних рухів за незалежність. Корінні та постколоніальні вчені критикували деякі світогляди, пропагуючи деколонізацію знань і центрування традиційних екологічних знань. Такий широкий підхід, який поширює значення деколонізації за межі політичної незалежності, викликав суперечки та критику. Олуфемі Тайво, наприклад, стверджував, що аналітично необґрунтовано розширювати значення «колоніальності» до такого ступеня. За його словами, підходи, які розглядають «деколонізацію» як щось більше, ніж політичну емансипацію, заперечують право волі людей у колишніх колоніях, які свідомо вирішили прийняти та адаптувати елементи колоніального правління. Інші, такі як Джонатан Курцвеллі та Малін Вілкенс, або Віран Найкер, стверджувли, що такі наукові та практичні спроби «деколонізації» увічнюють уречевлені та есенціалістичні уявлення про ідентичності.

## Сфера дії
Організація Об'єднаних Націй (ООН) заявляє, що основоположне право на самовизначення є основною вимогою для деколонізації, і що це право може здійснюватися як з політичною незалежністю, так і без неї. Резолюція Генеральної Асамблеї ООН у 1960 році охарактеризувала колоніальне іноземне панування як порушення прав людини. У державах, які здобули незалежність, корінні жителі, що живуть в колоніалізмі поселенців, продовжують висувати вимоги деколонізації та самовизначення.
Хоча приклади деколонізації можна знайти ще в працях Фукідіда, у наш час було кілька особливо активних періодів деколонізації. Серед них розпад Іспанської імперії в XIX столітті; Німецької, Австро-Угорської, Османської та Російської імперій після Першої світової війни; Британської, Французької, Нідерландської, Португальської, Бельгійської, Італійської та Японської імперій після Другої світової війни; Югославії та Радянського Союзу наприкінці холодної війни.
Перші дослідження деколонізації з'явилися в 1960-1970-х роках. Важливою книгою цього періоду була книга Мартінікюанського автора Франца Фанона «Гнані і голодні» (1961), яка встановила багато аспектів деколонізації, які будуть розглянуті в пізніших роботах. Подальші дослідження деколонізації розглядали економічну нерівність як спадок колоніалізму, а також знищення культур людей. Нгугі Ва Тхіонго досліджував культурну та мовну спадщину колоніалізму у вагомій книзі «Деколонізація розуму» (1986).
Термін «деколонізація» також використовувався для позначення інтелектуальної деколонізації від ідей колонізаторів, які змушували колонізованих відчувати себе неповноцінними. Питання деколонізації залишаються актуальними і порушуються сучасно. В Америці та Південній Африці такі питання все частіше обговорюються під терміном деколоніальність.

## Незалежницькі рухи
За двісті років після війни за незалежність США в 1783 році 165 колоній отримали незалежність від імперських держав. Деякі аналізи вказують на різні причини поширення антиколоніальних політичних рухів. Інституційні аргументи свідчать про те, що підвищення рівня освіти в колоніях призвело до закликів до народного суверенітету; Марксистський аналіз розглядає деколонізацію як результат економічних зрушень у бік найманої праці та розширення класу буржуазії; ще один аргумент розглядає деколонізацію як процес поширення, в якому попередні революційні рухи надихають пізніші. Інші пояснення підкреслюють, як низька прибутковість колонізації та витрати, пов'язані з імперією, спонукали до деколонізації. У деяких поясненнях підкреслюється, як колоніальні держави вели військову боротьбу проти повстанців у колоніях завдяки переходу від умов XIX століття «сильної політичної волі, вседозволеного міжнародного середовища, доступу до місцевих колабораціоністів і гнучкості у виборі своїх битв» до умов XX століття «апатичною громадськістю, ворожими супердержавами, зникаючими колабораціоністами та обмеженими можливостями».
Значна частина науковців приписує ідеологічні витоки національних рухів за незалежність епосі Просвітництва. Соціальні та політичні теорії Просвітництва, такі як індивідуалізм і лібералізм, були центральними в дебатах про національні конституції для нових незалежних країн. Сучасна деколоніальна наука критикувала емансипаційний потенціал просвітницької думки, підкреслюючи її стирання епістемології корінних народів і неспроможність забезпечити підлеглим і корінним народам свободу, рівність і гідність.

### Нідерландська революція

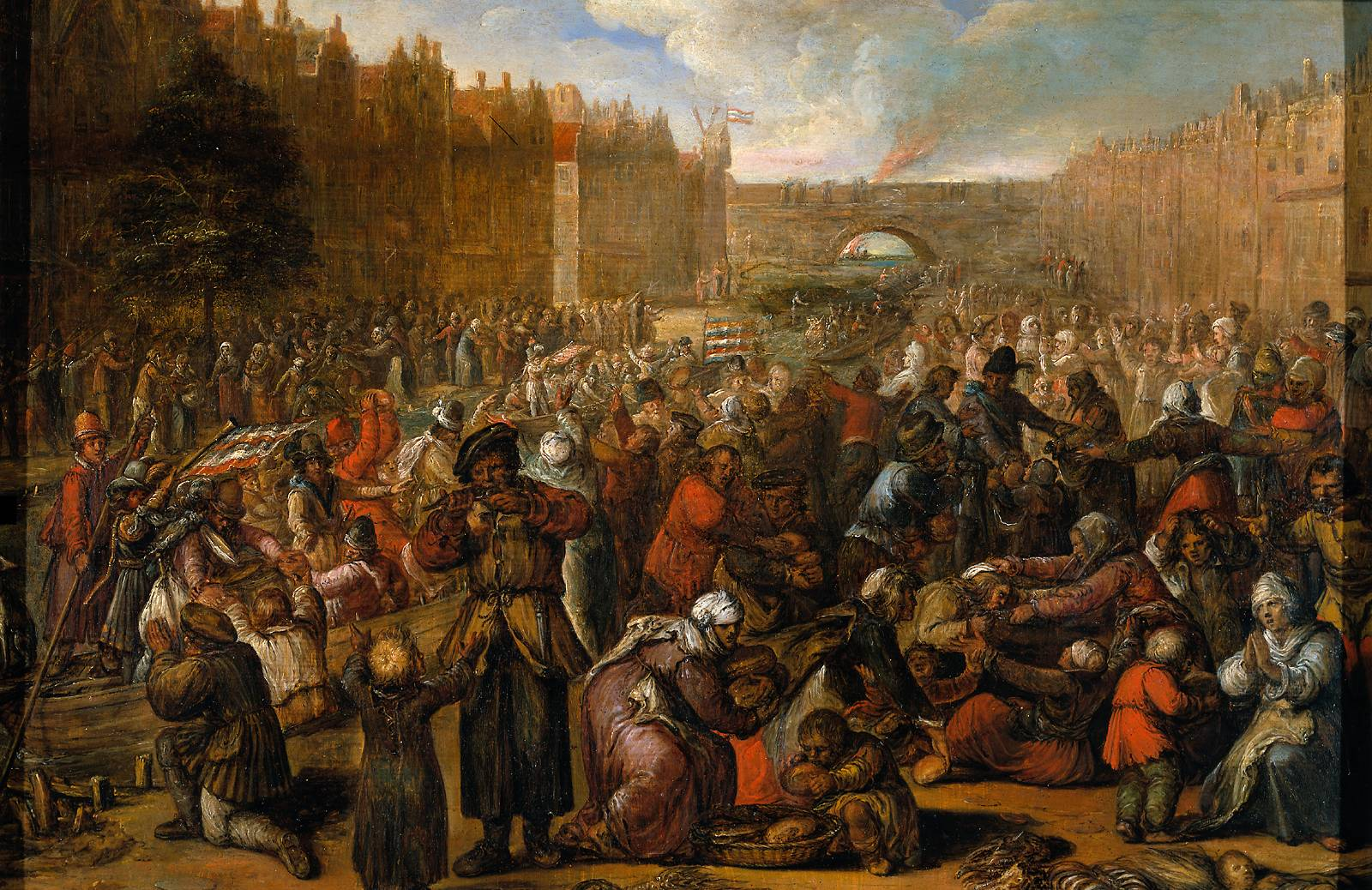
Зняття облоги з Лейдена

Повстання сімнадцяти провінцій нинішніх Нідерландів, Бельгії та Люксембургу проти Філіпа II Іспанського, суверена Іспанських Нідерландів. Після початкових етапів Філіп II розгорнув свої армії та відновив контроль над більшістю повсталих провінцій. Під керівництвом вигнаного Вільгельма північні провінції продовжували свій опір. Зрештою їм вдалося витіснити армії Габсбургів і в 1581 році вони заснували Республіку семи об’єднаних Нідерландів.

### Українська революція

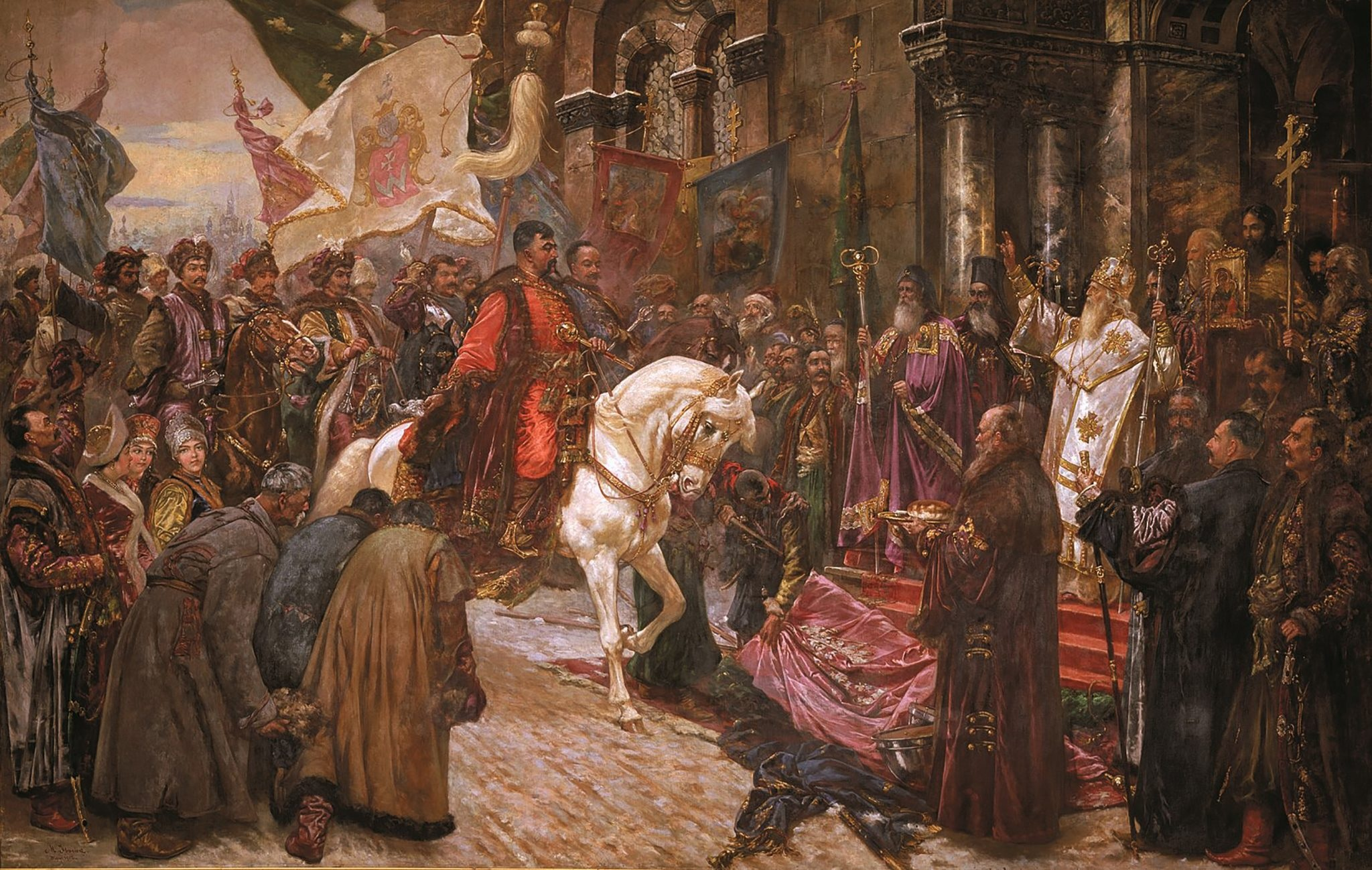
Тріумфальний в'їзд Хмельницького до Києва

Українська національна революція XVII століття була однією з перших у новому часі. Вона була продовженням низки козацьких повстань проти польської колонізації та політики полонізації та окатоличення, поряд із економічною експлуатацією «нових» коронних територій. Хмельниччина або повстання під проводом Богдана Хмельницького, під час якого Річ Посполита втратила контроль над центральною частиною українських етнічних земель, на базі яких постала українська козацька держава на чолі з гетьманом була їх кульмінацією. Також Гетьманщина була однією із перших республік перехідного типу та прийняла одну з перших у світі конституцій — Конституцію Пилипа Орлика в 1710 році.

### Угорська революція

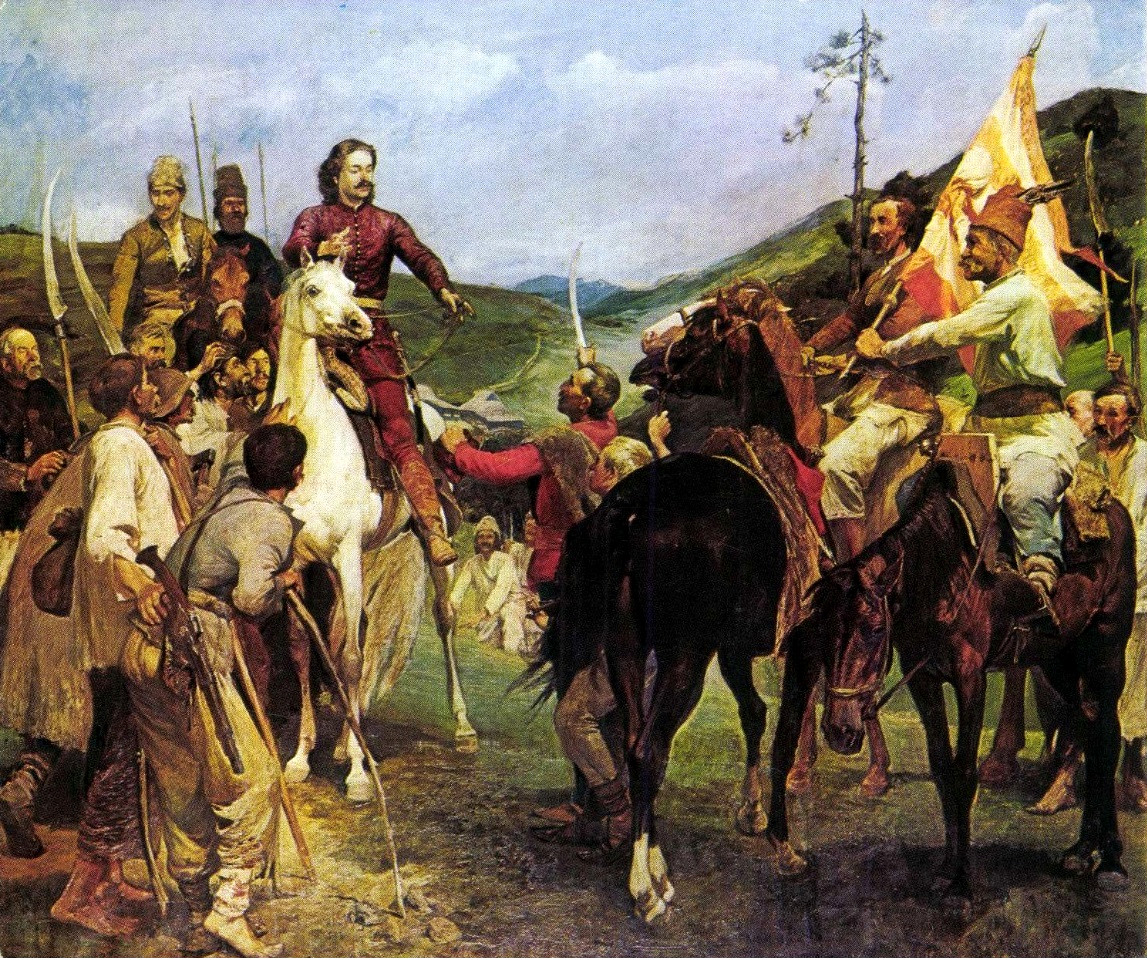
Зустріч Ференца II Ракоці із Тамашем Есе

В результаті широкого народного повстання угорців, словаків,та ін. народів Угорщини на чолі із трансильванським князем Ференцем II Ракоці проти панування Габсбургів їм на короткий час вдалося відновити незалежність Королівства Угорщини, але зрештою повстання зазнало поразки.

### Американська революція
Тринадцять північноамериканських колоній Великої Британії були першими, хто проголосив незалежність, утворивши Сполучені Штати Америки в 1776 році та завдали поразки Британії у війні за незалежність.

### Гаїтянська революція
Гаїтянська революція була повстанням 1789 року та наступним повстанням рабів у 1791 році у французькій колонії Сан-Домінго на острові Еспаньйола в Карибському морі. У 1804 році Гаїті отримала незалежність від Франції як Імперія Гаїті, яка згодом стала республікою.

### Іспанська америка

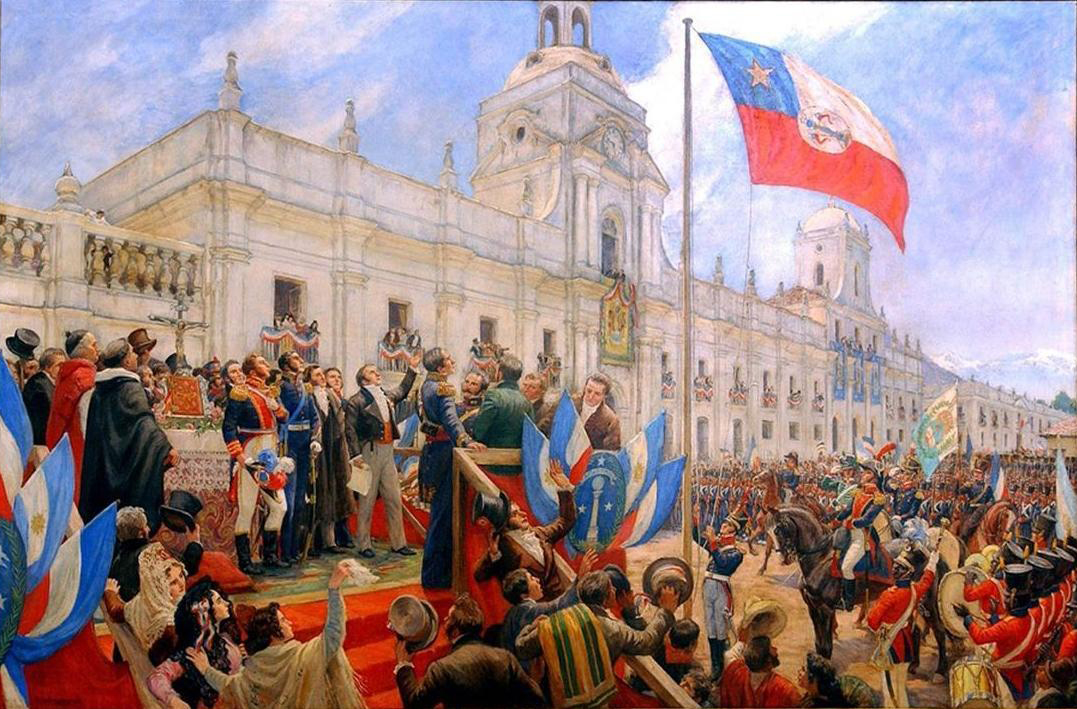
Декларація незалежності Чилі 18 лютого 1818 року

Хаос наполеонівських війн у Європі перервав прямі зв'язки між Іспанією та її американськими колоніями, дозволивши розпочати процес деколонізації.
Після вторгнення Наполеона в Іспанію в 1806 році американські колонії проголосили автономію та лояльність королю Фердинанду VII. Договір було розірвано, і кожен з регіонів Іспанської імперії повинен був вирішити, чи демонструвати вірність Хунті Кадісу (єдина територія в Іспанії, вільна від Наполеона), чи мати власну хунту (асамблею). Економічна монополія метрополії стала основною причиною того, що багато країн вирішили стати незалежними від Іспанії. У 1809 році війни за незалежність Латинської Америки почалися з повстання в Ла-Пасі, Болівія. У 1807 і 1808 роках віцекоролівство Ріо-де-ла-Плата було захоплене британцями. Після їх другої поразки місцеве населення проголосило новим віце-королем француза на ім'я Сантьяго де Ліньє, а пізніше його прийняла Іспанія. У травні 1810 року в Буенос-Айресі була створена Хунта, але в Монтевідео вона не була визнана місцевою владою, яка дотримувалася авторитету Хунти Кадіса. Суперництво між двома містами було основною причиною недовіри між ними. Протягом наступних 15 років іспанці та роялісти з одного боку та повстанці з іншого воювали в Південній Америці та Мексиці. Багато країн проголосили свою незалежність. У 1824 році іспанські війська зазнали поразки в битві при Аякучо. Материк був вільним, і в 1898 році Іспанія втратила Кубу та Пуерто-Рико в іспано-американській війні. Пуерто-Рико стало неінкорпорованою територією США, але Куба стала незалежною в 1902 році.

### Португальська америка
- Незалежність Бразилії[en]

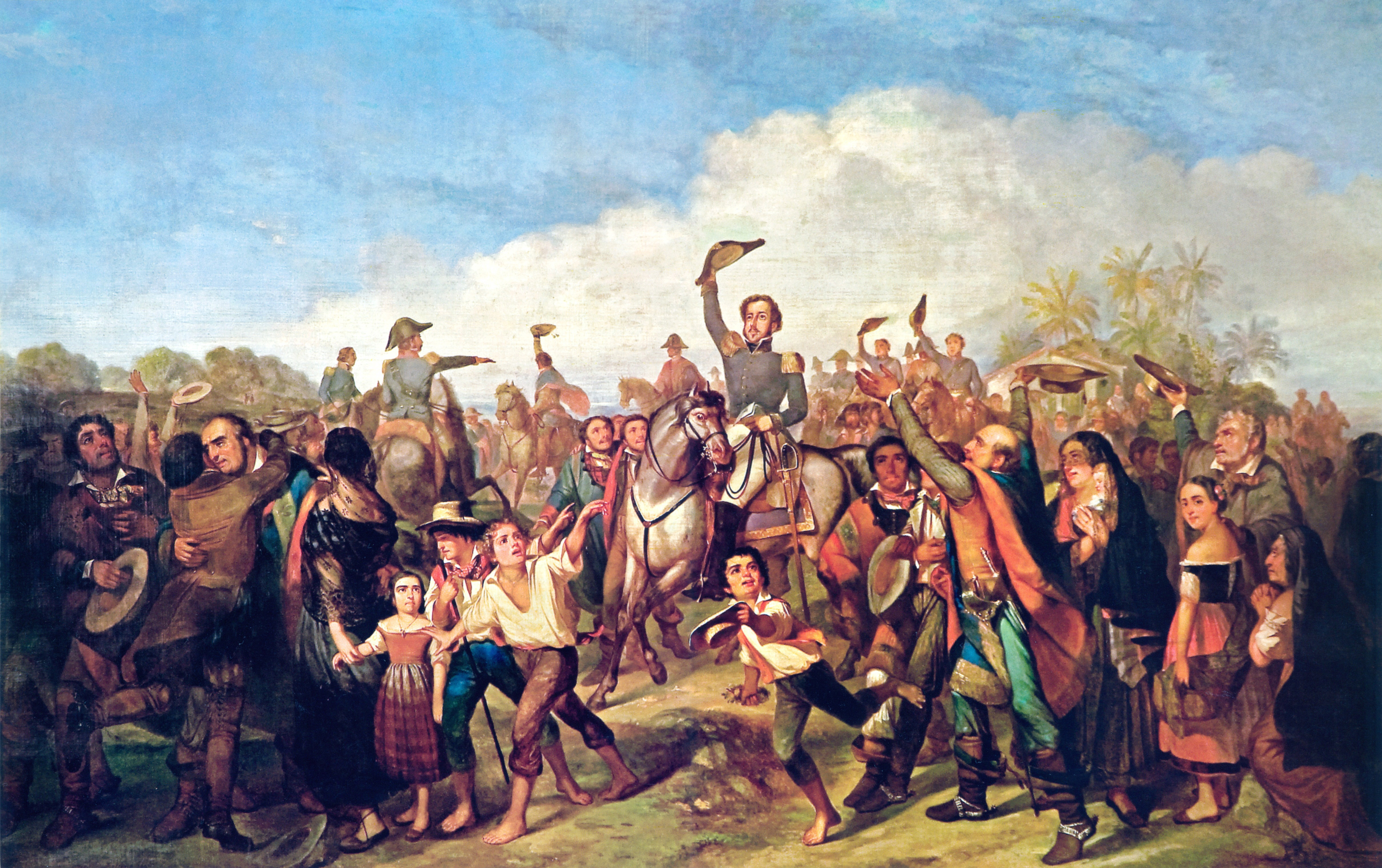
7 вересня 1822 року принц Педро проголошує себе імператором незалежної Бразилії

Наполеонівські війни також призвели до розриву прямих зв'язків між Португалією та її єдиною американською колонією Бразилією. За кілька днів до того, як Наполеон увірвався в Португалію, у 1807 році португальський королівський двір втік до Бразилії. У 1820 році в Португалії відбулася конституціоналістична революція, яка призвела до повернення португальського суду до Лісабона. Це призвело до недовіри між португальськими та бразильськими колоністами, і, нарешті, у 1822 році колонія стала незалежною як Бразильська імперія, яка згодом стала республікою.

### Британська імперія
Поява корінних політичних партій була особливо характерною для Британської імперії, яка, здавалося, була менш жорстокою, ніж, наприклад, Бельгія, у контролі над політичними інакомисленнями. Керуючись прагматичними вимогами до бюджетів і робочої сили, британці пішли на угоди з місцевими політиками. По всій імперії загальний протокол передбачав скликання конституційної конференції в Лондоні для обговорення переходу до більшого самоврядування, а потім незалежності, подання звіту конституційної конференції до парламенту, якщо буде схвалено, подання до парламенту у Вестмінстері законопроекту про припинення відповідальності Сполученого Королівства (з додатком копії нової конституції) і, нарешті, у разі схвалення, видання наказу Ради, що встановлює точну дату незалежності.
Після Першої світової війни кількома колишніми німецькими та османськими територіями на Близькому Сході, в Африці та Тихому океані керувала Велика Британія як мандатами Ліги Націй. Деякі управлялися безпосередньо Великою Британією, а інші — британськими домініонами — Науру та територія Нова Гвінея — Австралією, Південно-Західна Африка — Південно-Африканським Союзом, а Західне Самоа — Новою Зеландією.

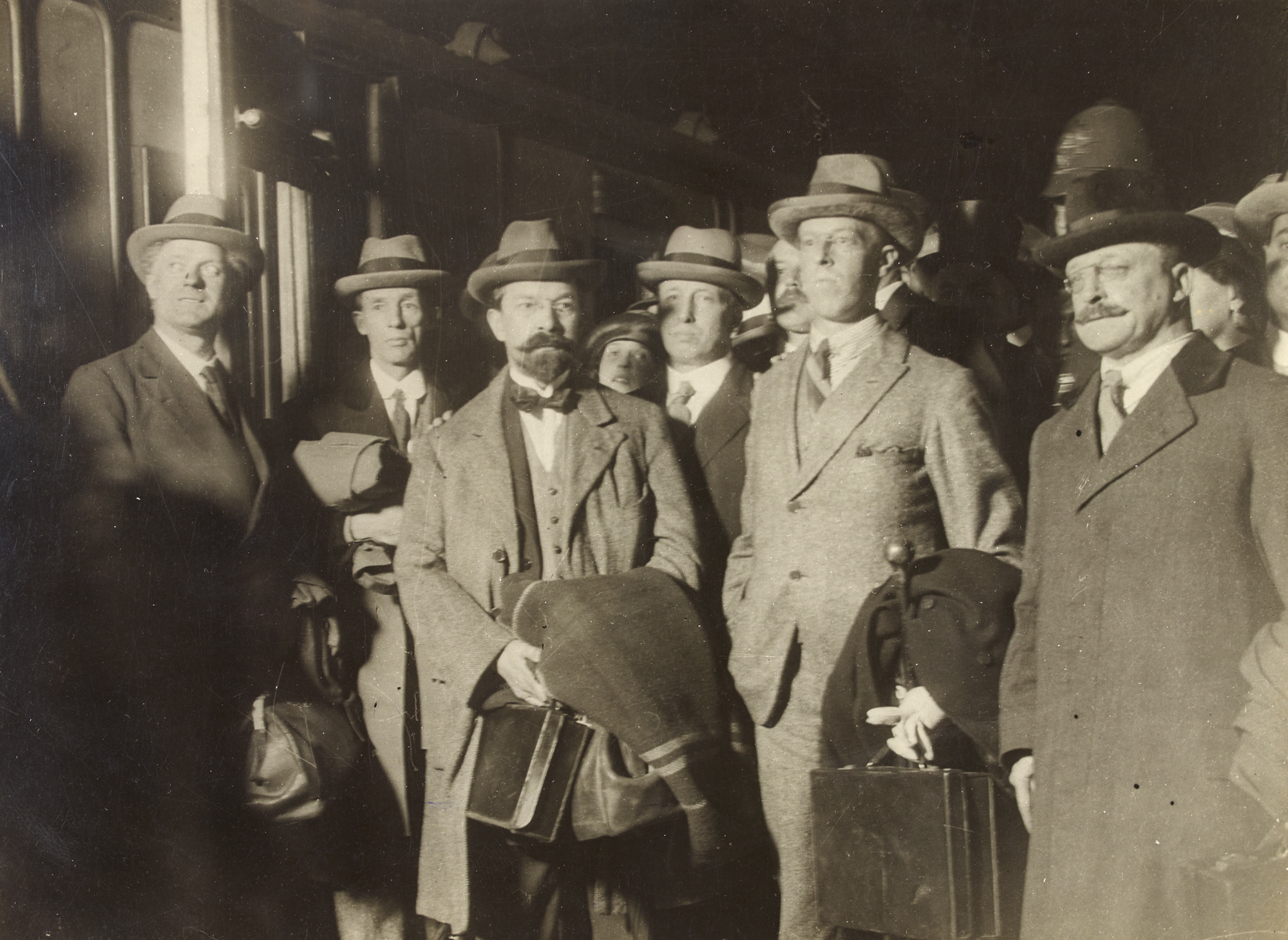
Члени ірландської делегації на переговорах про англо-ірландську угоду у грудні 1921 року

Єгипет став незалежним у 1922 році, хоча Велика Британія зберегла прерогативи безпеки, контроль над Суецьким каналом і фактичний контроль над англо-єгипетським Суданом. Декларація Бальфура 1926 року проголосила домініони Британської імперії рівноправними, а Вестмінстерський статут 1931 року встановив для них повну законодавчу незалежність. Рівних домініонів було шість: Канада, Ньюфаундленд, Австралія, Ірландська Вільна держава, Нова Зеландія та Південно-Африканський Союз; У 1801 році Ірландія була об'єднана з Великою Британією, утворивши Сполучене Королівство Великої Британії та Ірландії до утворення Вільної Ірландської Держави в 1922 році. Однак деякі домініони вже були незалежними де-факто і навіть де-юре та визнані як такі міжнародною спільнотою. Таким чином, Канада була одним із засновників Ліги Націй у 1919 році та входила до складу ради з 1927 по 1930 рік. Ця країна також вела переговори самостійно та підписувала двосторонні та багатосторонні договори та конвенції з початку 1900-х років. Ньюфаундленд повернувся до Лондона в 1934 році. Ірак, під мандатом Ліги Націй, став незалежним у 1932 році.
У відповідь на зростаючий рух за незалежність Індії Велика Британія здійснила послідовні реформи Британського Раджу, кульмінацією яких був Закон про уряд Індії (1935 р.). Ці реформи включали створення виборних законодавчих рад у деяких провінціях Британської Індії. Могандас Карамчанд Ґанді, лідер руху за незалежність Індії, очолив мирний опір британському правлінню. Ставши символом як миру, так і протистояння британському імперіалізму, багато індійців почали розглядати британців як причину проблем Індії, що призвело до нового почуття націоналізму серед її населення. Завдяки цій новій хвилі індійського націоналізму Ґанді зрештою зміг заручитися підтримкою, необхідною для виштовхування британців і створення незалежної Індії в 1947 році.

Британська імперія в 1952 році

Африка була повністю втягнута в колоніальну систему лише наприкінці XIX століття. На північному сході подальша незалежність Ефіопської імперії залишалася маяком надії для активістів незалежності. Однак, коли антиколоніальні війни 1900-х (десятиріччя) ледве закінчилися, нові модернізаційні форми африканського націоналізму почали набирати силу на початку XX століття з появою панафриканізму, як пропагував ямайський журналіст Маркус Гарві (1887—1940), чиї широко поширені газети вимагали швидкого знищення європейського імперіалізму, а також республіканізму в Єгипті. Кваме Нкрума (1909—1972), який був натхненний роботами Гарві, привів Гану до незалежності від колоніального панування.
Незалежність колоній в Африці почалася з незалежності Судану в 1956 році та Гани в 1957 році. Усі британські колонії на материковій Африці стали незалежними до 1966 року, хоча одностороння декларація незалежності Родезії в 1965 році не була визнана Великою Британією чи міжнародною спільнотою.
Деякими британськими колоніями в Азії керували безпосередньо британські чиновники, тоді як іншими керували місцеві монархи як протекторати або у допоміжному союзі з Великою Британією.
У 1947 році Британська Індія була розділена на незалежні домініони Індія та Пакистан. Сотні тубільних князівств, держав, якими керували монархи за договором про субсидіарний союз з Британією, були інтегровані до Індії та Пакистану. Індія та Пакистан кілька разів воювали через колишню княжу державу Джамму і Кашмір. Французька Індія була інтегрована в Індію між 1950 і 1954 роками, і Індія анексувала Португальську Індію в 1961 році, а Королівство Сіккім об'єдналося з Індією шляхом всенародного голосування в 1975 році.

#### Насильство, громадянська війна та поділ

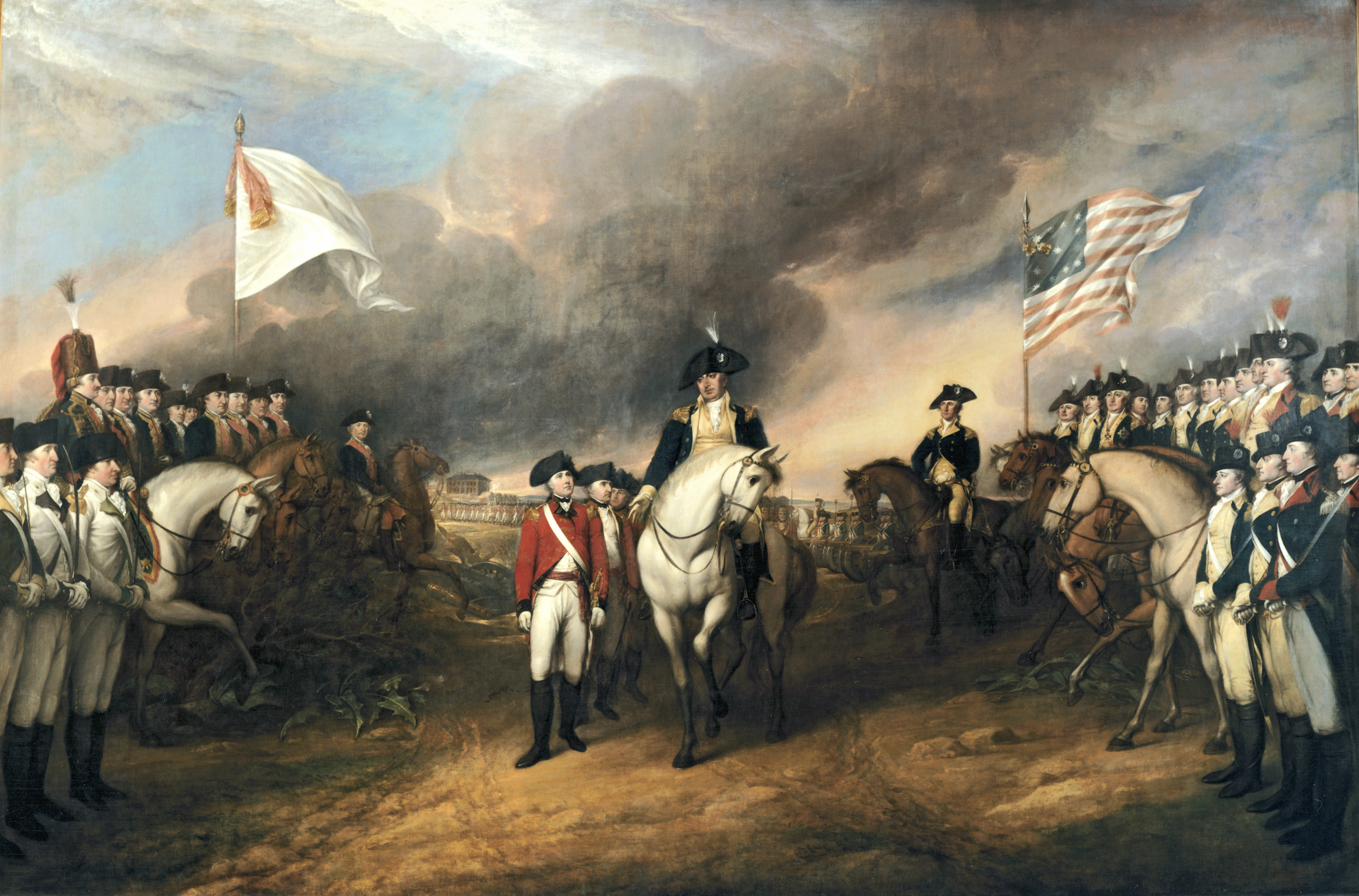
Капітуляція лорда Корнуоліса в Йорктауні в 1781 році

У кількох видатних випадках деколонізації Британської імперії було залучено значне насильство; поділ був частим рішенням. У 1783 році північноамериканські колонії були розділені між незалежними Сполученими Штатами та Британською Північною Америкою, яка пізніше стала Канадою.
Індійське повстання 1857 року було повстанням частини індійської армії. Воно характеризувалося масовими вбивствами мирного населення з обох сторін. Однак це не був рух за незалежність, і лише невелика частина Індії була задіяна. Згодом британці відмовилися від модернізаційних реформ індійського суспільства, а рівень організованого насильства за британського правління був відносно невеликим. Здебільшого це було ініційовано репресивними британськими адміністраторами, як-от різанина в Амритсарі 1919 року чи поліцейські напади на Соляний марш 1930 року. Масштабне насильство між мусульманами та індуїстами, мусульманами та сикхами спалахнуло після того, як британці залишили в 1947 році нові незалежні домініони Індії та Пакистану. Набагато пізніше, у 1970 році, у Пакистані спалахнуло подальше насильство між громадами у відокремленій східній частині Східної Бенгалії, яка стала незалежною як Бангладеш у 1971 році.
Кіпр, який потрапив під повний британський контроль у 1914 році від Османської імперії, був культурно розділений між грецьким елементом більшості (який вимагав «енозису» або союзу з Грецією) і турками меншістю. Лондон десятиліттями вважав, що острів потрібен для захисту Суецького каналу; але після Суецької кризи 1956 року це стало другорядним фактором, а насильство в Греції стало більш серйозною проблемою. Кіпр став незалежною країною в 1960 році, але етнічне насильство загострювалося до 1974 року, коли Туреччина вторглася та розділила острів. Кожна сторона переписувала власну історію, звинувачуючи іншу.
Палестина стала британським мандатом Ліги Націй після Першої світової війни, спочатку включаючи Трансйорданію. Під час тієї війни британці заручилися підтримкою євреїв і арабів, даючи їм обіцянки (див. Декларацію Бальфура та Листування Макмехона і Хусейна). Десятиліття етно-релігійного насильства досягли кульмінації з Планом поділу ООН і наступною війною. Зрештою британці вийшли, і територію колишнього мандата було розділено між Ізраїлем, Йорданією та Єгиптом.

### Французька імперія

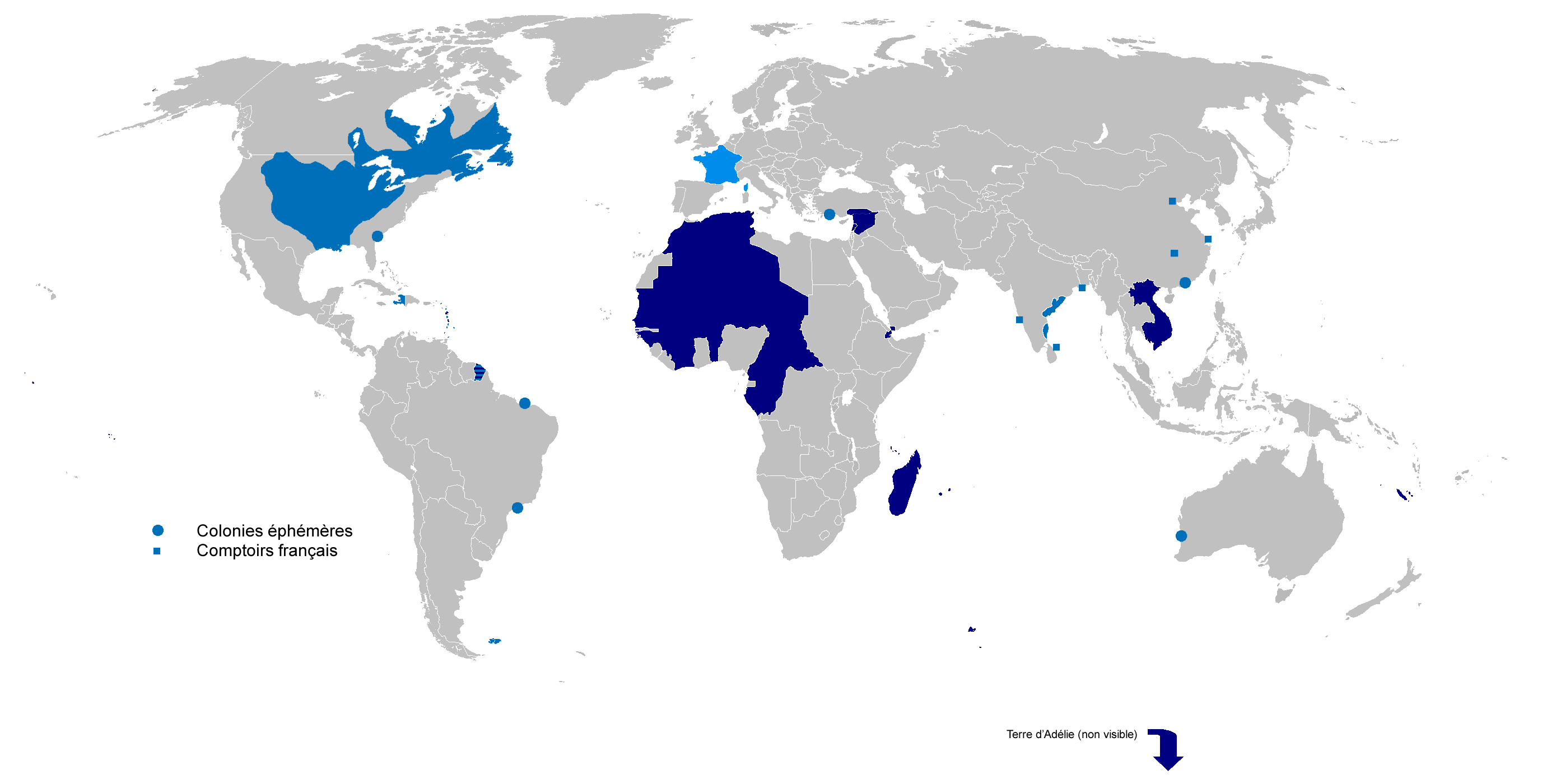
Карта першої (світло-блакитна) та другої (темно-синя) французьких колоніальних імперій.

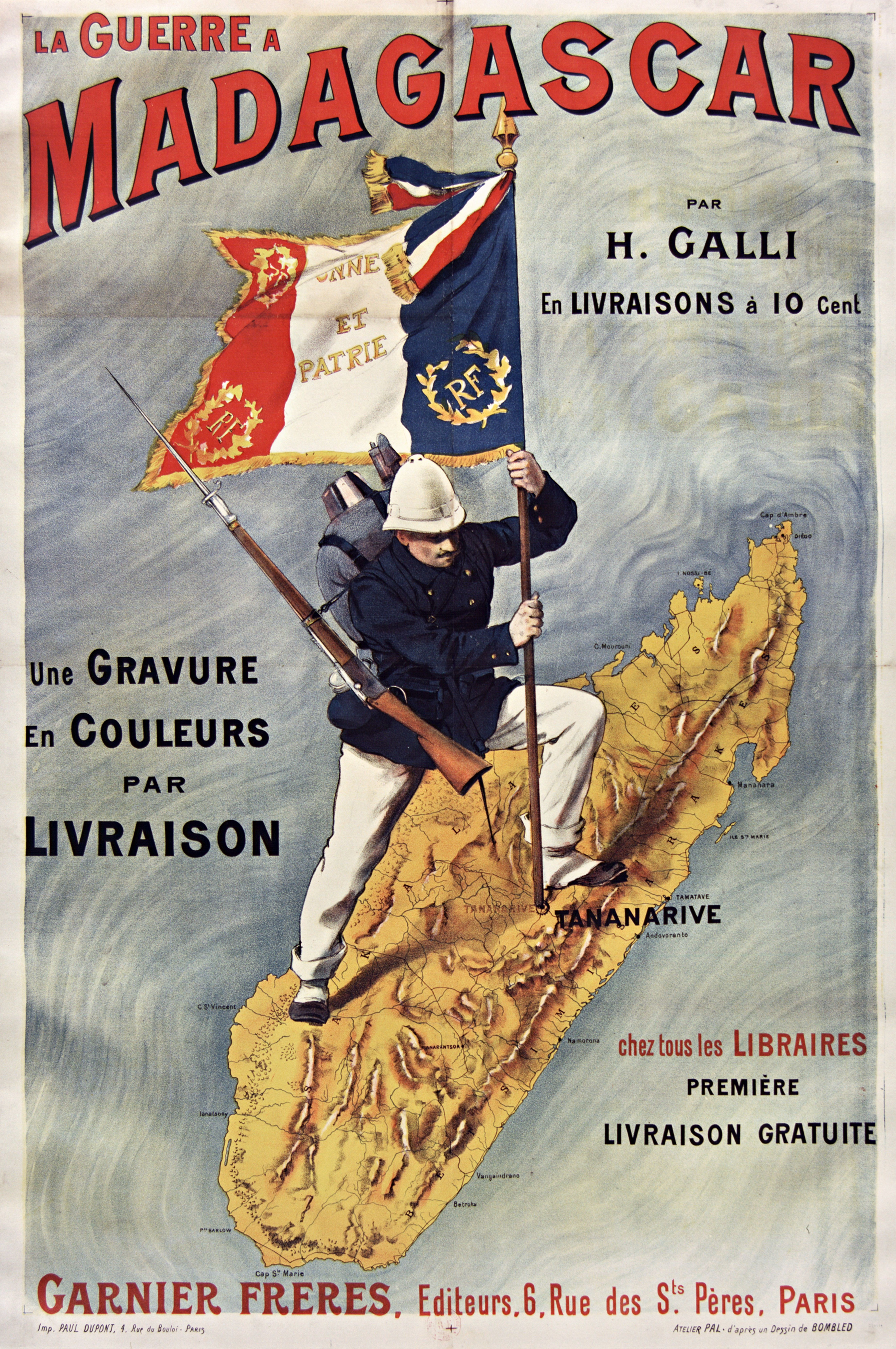
Французький плакат про «Мадагаскарську війну»

Після Першої світової війни колонізоване населення було розчароване тим, що Франція не визнала зусиль, зроблених французькими колоніями (ресурси, але, що важливіше, колоніальні війська — знамениті тирельєри). Хоча в Парижі на знак визнання цих зусиль була побудована Велика паризька мечеть, французька держава не мала наміру дозволити самоврядування, не кажучи вже про надання незалежності колонізованим народам. Таким чином, націоналізм у колоніях посилився між двома війнами, що призвело до Рифської війни Абд-аль-Кріма (1921—1925) у Марокко та до створення «Зірки Північної Африки» Мессалі Хаджа в Алжирі в 1925 році. Однак ці рухи будуть набувати повного потенціалу лише після Другої світової війни.
Після Першої світової війни Франція керувала колишніми османськими територіями Сирії та Лівану, а також колишніми німецькими колоніями Тоголандом і Камеруном як мандати Ліги Націй. У 1943 році проголосив незалежність Ліван, а в 1945 році — Сирія.
Хоча Франція зрештою стала переможницею у Другій світовій війні, окупація нацистською Німеччиною Франції та її північноафриканських колоній під час війни порушила колоніальне правління. 27 жовтня 1946 року Франція прийняла нову конституцію, утворивши Четверту республіку та замінивши колоніальну імперію Французьким союзом. Проте влада над колоніями залишалася зосередженою у Франції, а влада місцевих зборів за межами Франції була вкрай обмеженою. У ніч на 29 березня 1947 року націоналістичне повстання на Мадагаскарі привело французький уряд на чолі з Полем Рамадьє (соціалістом) до жорстоких репресій: за один рік запеклих боїв загинули 11 000–40 000 малагасійців.

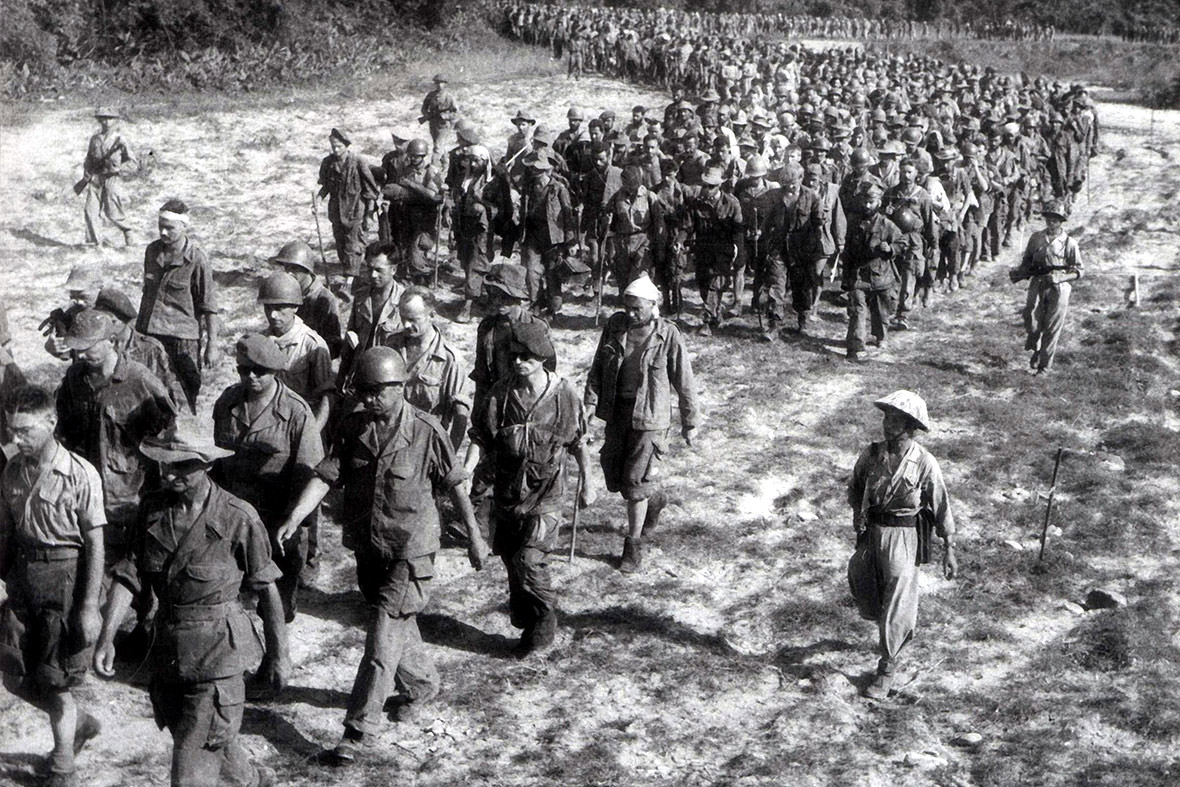
Полонені французькі солдати з Дьєнб'єнфу у супроводі в'єтнамських військ, 1954 рік

У 1946 році держави Французького Індокитаю вийшли з Французького Союзу, що призвело до війни в Індокитаї (1946–54). Камбоджа і Лаос стали незалежними в 1953 році, а Женевські угоди 1954 року поклали край французькій окупації Індокитаю, залишивши Північний і Південний В'єтнам незалежними.

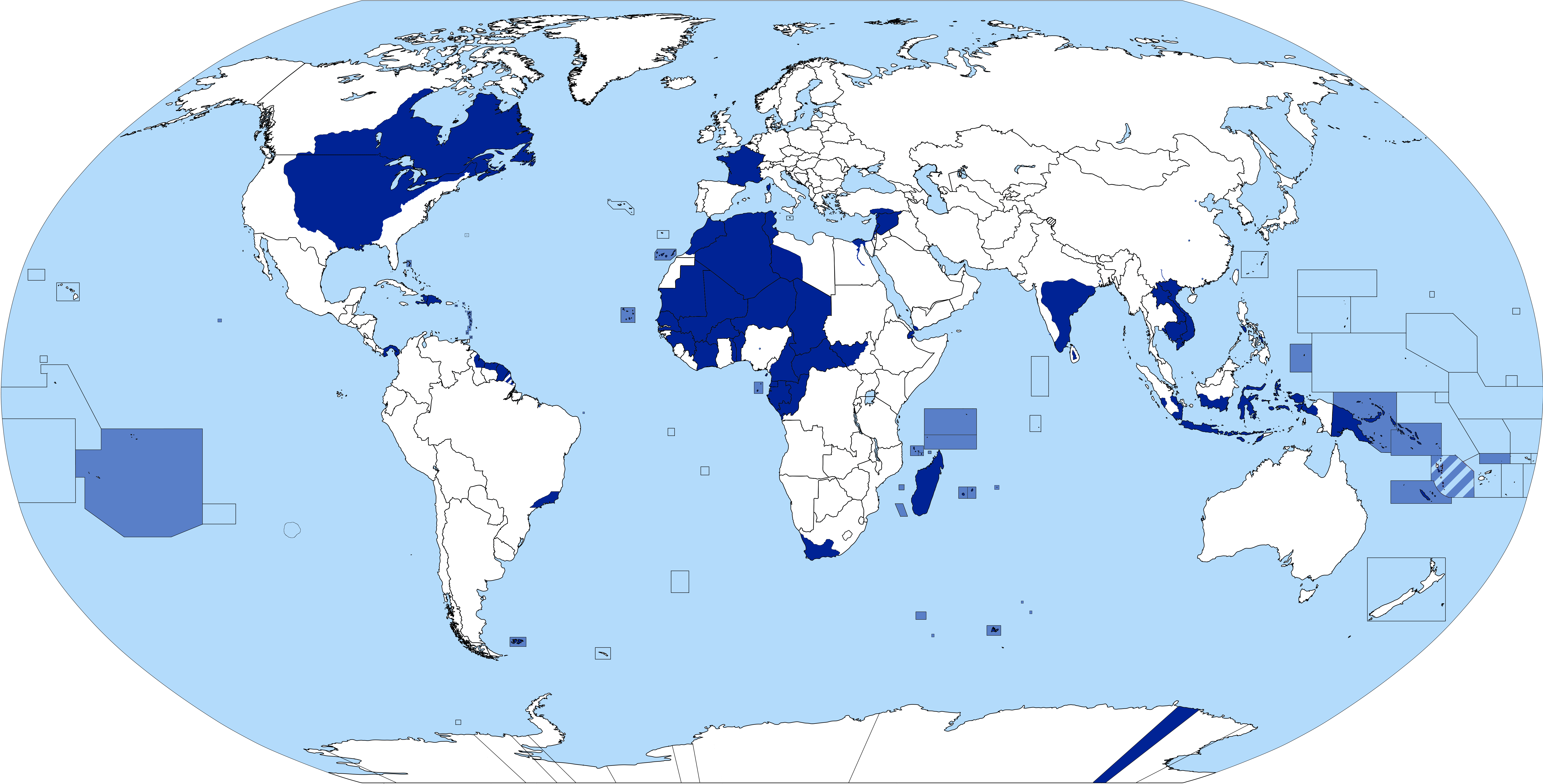
Карта всіх володінь першої та другої французьких колоніальних імперій.

У 1956 році Марокко і Туніс отримали незалежність від Франції. У 1960 році з Французької Західної Африки виникло вісім незалежних країн, а з Французької Екваторіальної Африки — п'ять. Війна за незалежність Алжиру вирувала з 1954 по 1962 рік. Донині війна в Алжирі, яку до 1990-х років офіційно називали «операцією з охорони громадського порядку», залишається травмою як для Франції, так і для Алжиру. Філософ Поль Рікер говорив про необхідність «деколонізації пам'яті», починаючи з визнання паризької різанини 1961 року під час війни в Алжирі та вирішальної ролі африканських і особливо північноафриканських іммігрантів у періоду економічного зростання Славному тридцятиріччі після Другої світової війни. У 1960-х роках у зв'язку з економічними потребами післявоєнної реконструкції та швидким економічним зростанням французькі роботодавці активно прагнули залучати робочу силу з колоній, що пояснює сьогоднішнє багатоетнічне населення.

### Німецька імперія
Німеччина пізно приєдналася до колоніальних перегонів великих держав, після об'єднання в середині XIX століття, та однією з перших втратила всі свої колоніальні надбання за підсумками програшу Першої світової війни. Всі її колишні колонії були поділені поміж країнами переможницями. Також частина територій ранньої середньовічної німецької колонізації була повернута Польщі та Литві, які здобули незалежність.

### Османська імперія
Розпад Османської імперії розпочався із Наполеонівськими війнами та розтягнувся на все XIX століття, в результаті серії конфліктів, в основному з Австрією та Російською імперією, здобули незалежність Греція, Сербія, князівства Молдавія та Волощина, які пізніше утворили Румунію, Болгарія, та Албанія. Втрата Африканських територій була пов'язана з конкуренцією з новими великими державами, які об'єдналися впродовж XIX століття. Азійські території імперії були поділені на підмандатні території Ліги Націй за підсумками програшу в Першій світовій війні.

### Австрійська імперія
Австро-Угорська імперія розпалася на низпу незалежних держав за підсумками програшу Першої світової війни. Була припинена окупація північних італійських територій, постали незалежні країни, як Чехословаччина, Угорщина, частина територій була долучена до відновленої Польщі, ЗУНР, яка пізніше об'єдналася з УНР (посталою після розпаду Російської імперії), Трансильванія була долучена до Румунії, на Балканах Словенія, Хорватія та Боснія були долучені до Сербії в єдиному королівстві.

### Російська імперія
За підсумками програшу Першої світової війни Російська імперія розпалася на велику кількість незалежних держав, корінні народи активно користувалися правом на самовизначення, але через пасивність Ліги Націй, більша їх частина пала жертвою реакції з боку більшовицького ядра Росії. В серії кривавих конфліктів, відомих як Громадянська війна в Росії, більшовикам вдалося відновити переважну частину колишніх російських колоніальних володінь у формі Радянського Союзу. Не дивлячись на те що частина цих територій отримала формальний статус окремих республік, фактичне колоніальне домінування росіян зберігалося ще протягом всього XX століття.

### Китайська імперія
В наслідок Синьхайської революції на початку XX століття від колоніального домінування Китаю звільнилися Монголія, Тибет та Східний Туркестан.

### Після 1918

#### Сполучені Штати
Самі будучи союзом колишніх колоній, Сполучені Штати підходили до імперіалізму інакше, ніж інші держави. Значна частина їх енергії та населення, яке швидко зростало, були спрямовані на захід через північноамериканський континент проти англійських і французьких претензій, Іспанської імперії та Мексики. Корінних американців відправляли в резервації, часто проти їх волі. За підтримки Британії їх доктрина Монро зарезервувала Америку як сферу своїх інтересів, забороняючи іншим державам (зокрема Іспанії) повторно колонізувати нові незалежні держави Латинської Америки. Однак Франція, скориставшись відволіканням американського уряду під час Громадянської війни, здійснила військову інтервенцію в Мексиці та встановила монархію, яку захищала Франція. Іспанія зробила крок до окупації Домініканської Республіки та відновлення колоніального панування. Перемога Союзу в громадянській війні 1865 року змусила Францію та Іспанію погодитися на вимоги Америки евакуюватися з цих двох країн. Єдина африканська колонія Америки, Ліберія, була сформована приватно і рано здобула незалежність; Вашингтон неофіційно захищав її. До 1900 року США виступали за політику відкритих дверей і виступали проти прямого поділу Китаю.

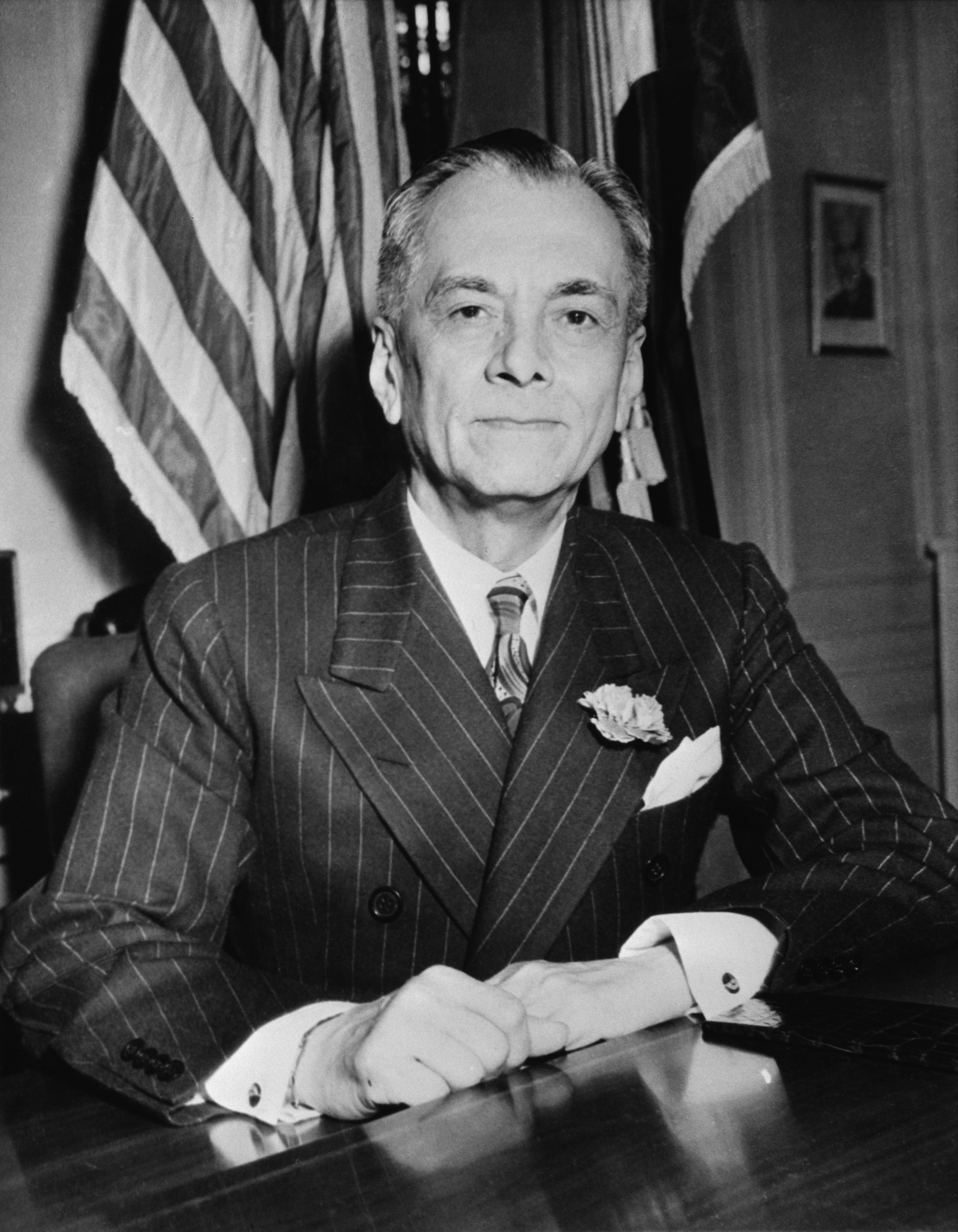
Мануель Л. Кесон, перший президент Співдружності Філіппін (з 1935 по 1944 роки.)

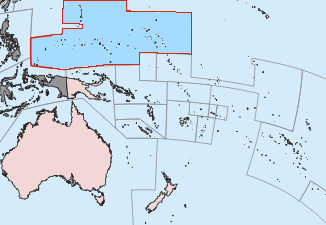
Підопічна територія Тихоокеанські острови в Мікронезії під управлінням Сполучених Штатів з 1947 по 1986 рік

Після 1898 року пряме втручання поширилося в Латинській Америці. Сполучені Штати придбали Аляску в Російської імперії в 1867 році та анексували Гаваї в 1898 році. Після іспано-американської війни в 1898 році США додали більшість колоній Іспанії, що залишилися: Пуерто-Рико, Філіппіни та Гуам. Вирішивши не анексувати Кубу повністю, США заснували її як державу-клієнта із зобов'язаннями, включаючи безстрокову оренду бухти Гуантанамо ВМС США. Спроба першого губернатора скасувати конституцію острова та залишитися при владі після закінчення терміну повноважень спровокувала повстання, яке спровокувало повторну окупацію між 1906 і 1909 роками, але за цим знову відбулася деволюція. Подібним чином адміністрація Мак-Кінлі, незважаючи на провадження філіппінсько-американської війни проти корінної республіки, встановила, що територія Філіппінських островів зрештою отримала незалежність. У 1917 році США придбали у Данії Данську Вест-Індію (пізніше перейменовану на Американські Віргінські Острови), і того ж року пуерториканці стали повноправними громадянами США. Уряд США оголосив територію Пуерто-Рико не колонією та припинив передавати інформацію про це Комітету ООН з деколонізації. У результаті Генеральна Асамблея ООН виключила Пуерто-Рико із переліку несамоврядних територій ООН. Чотири референдуми показали незначну підтримку незалежності, але великий інтерес до отримання прав штату за прикладом отриманих Гаваями та Аляскою в 1959 році.
Доктрина Монро була розширена наслідками Рузвельта в 1904 році, передбачаючи, що Сполучені Штати мають право і зобов'язані втручатися «у кричущих випадках такого порушення або безсилля», що нація в Західній півкулі стає вразливою для європейського контролю. На практиці це означало, що Сполучені Штати були змушені діяти як агент зі збору коштів для європейських кредиторів, керуючи митними зборами в Домініканській Республіці (1905—1941), Гаїті (1915—1934) та в інших місцях. Нав'язливість і погані стосунки, які це породило, були дещо зупинені Меморандумом Кларка та скасовані «Політикою добросусідства» президента Франкліна Д. Рузвельта.
Чотирнадцять пунктів були попередніми умовами, адресованими президентом Вудро Вільсоном європейським державам на Паризькій мирній конференції після Першої світової війни. Надавши союзникам Франції та Великій Британії колишні колоніальні володіння Німецької та Османської імперій, США вимагали від них підпорядкування мандату Ліги Націй, закликаючи до V. Вільне, відкрите та абсолютно неупереджене врегулювання всіх колоніальних претензій, засноване на суворому дотриманні принципу, згідно з яким при вирішенні всіх подібних питань суверенітету інтереси відповідного населення повинні мати однакову вагу з справедливим урядом, який має право бути визначеним. Див. також пункт XII.
Після Другої світової війни США влили десятки мільярдів доларів на план Маршалла та інші гранти та позики Європі та Азії для відновлення світової економіки. Вашингтон докладав усіх зусиль, щоб прискорити деколонізацію та покласти кінець колоніальним імперіям своїх західних союзників, що особливо важливо під час Суецької кризи 1956 року, але американські військові бази були створені по всьому світу, а прямі та непрямі інтервенції тривали в Кореї, Індокитаї, Латинській Америці (серед іншого, окупація Домініканської Республіки в 1965 році), Африки та Близького Сходу, щоб протистояти комуністичним вторгненням і повстанцям. Після розпаду Радянського Союзу Сполучені Штати були набагато менш активними в Америці, але після терактів 11 вересня 2001 року вторглися в Афганістан та Ірак, створивши військові та авіабази в Центральній Азії.

#### Японія

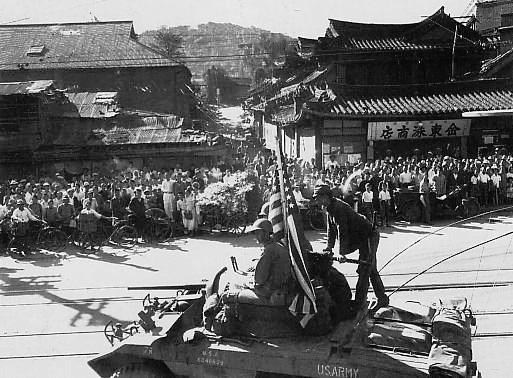
Війська США в Кореї, вересень 1945 року

- Японська колоніальна імперія[en]

До Першої світової війни Японія отримала кілька значних колоніальних володінь у Східній Азії, таких як Тайвань (1895) і Корея (1910). Японія приєдналася до союзників у Першій світовій війні, а після війни отримала мандат на Південні моря, колишню німецьку колонію в Мікронезії, як мандат Ліги Націй. Проводячи колоніальну політику, яку можна порівняти з політикою європейських держав, Японія розселила значну кількість етнічних японців у своїх колоніях, одночасно пригнічуючи корінне етнічне населення, примушуючи вивчення та використання японської мови в школах. Було помічено, що використовуються інші методи, такі як спілкування з громадськістю та спроби викорінити використання корейської мови, хоккієн і хакка серед корінних народів. Японія також створила Імператорські університети в Кореї (Імператорський університет Кейджо) і на Тайвані (Імператорський університет Тайхоку), щоб примусити до навчання.
У 1931 році Японія захопила Маньчжурію у Китайської Республіки, створивши маріонеткову державу під керівництвом Пуї, останнього маньчжурського імператора Китаю. У 1933 році Японія захопила китайську провінцію Жехе і включила її до своїх маньчжурських володінь. Друга китайсько-японська війна почалася в 1937 році, і Японія окупувала більшу частину східного Китаю, включаючи столицю республіки Нанкін. Під час війни з Японією 1931—1945 років загинуло приблизно 20 мільйонів китайців.
У грудні 1941 року Японія приєдналася до Другої світової війни, вторгшись у європейські та американські колонії в Південно-Східній Азії та Тихому океані, включаючи Французький Індокитай, Гонконг, Філіппіни, Бірму, Малайю, Індонезію, Португальський Тимор та інші. Після капітуляції перед союзниками в 1945 році Японія була позбавлена всіх своїх колоній, а деякі з них були повернуті західним державам-колоністам. Радянський Союз оголосив війну Японії в серпні 1945 року, а незабаром після цього окупував і анексував південні Курильські острови, на які Японія все ще претендує.

### Після 1945

#### Планування деколонізації

##### США та Філіппіни
У Сполучених Штатах дві головні партії розділилися щодо придбання Філіппін, яке стало головним питанням кампанії 1900 року. Республіканці, які виступали за постійне придбання, перемогли на виборах, але приблизно через десять років республіканці звернули свою увагу до Карибського басейну, зосередившись на будівництві Панамського каналу. Президент Вудро Вільсон, демократ, який обіймав посаду з 1913 по 1921 рік, ігнорував Філіппіни та зосередив свою увагу на Мексиці та країнах Карибського басейну. До 1920-х років мирні зусилля філіппінського керівництва з метою досягнення незалежності виявилися переконливими. Коли демократи повернулися до влади в 1933 році, вони працювали з філіппінцями, щоб спланувати плавний перехід до незалежності. Це було заплановано на 1946 рік згідно з Актом Тайдінгса-Макдафі 1934 року. У 1935 році Філіппіни перейшли з територіального статусу, контрольованого призначеним губернатором, до напівнезалежного статусу Співдружності Філіппін. Її конституційний з'їзд написав нову конституцію, яка була схвалена Вашингтоном і набула чинності, з обраним губернатором Мануелем Л. Кесоном і законодавчим органом. Закордонні справи залишалися під американським контролем. Філіппіни створили нову армію під командуванням генерала Дугласа Макартура, який залишив свою посаду в армії США, щоб прийняти командування новою армією, підпорядкованою Кесону. Японська окупація з 1942 по 1945 рік перервала, але не затримала перехід. Це відбулося за розкладом у 1946 році, коли Мануель Роксас вступив на посаду президента.

##### Португалія

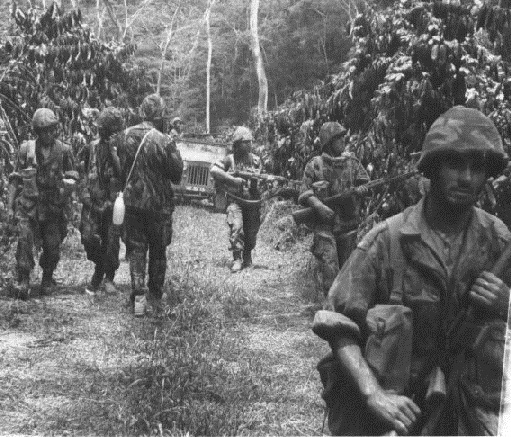
Спеціальні касадори португальської армії просуваються в африканських джунглях на початку 1960-х років під час Війни за незалежність Анголи.

В результаті своїх піонерських відкриттів Португалія мала велику та особливо тривалу колоніальну імперію, яка почалася в 1415 році із завоювання Сеути і закінчилася лише в 1999 році з передачею португальського Макао Китаю. У 1822 році Португалія втратила контроль над Бразилією, своєю найбільшою колонією.
З 1933 по 1974 рік Португалія була авторитарною державою (правив Антоніу де Олівейра Салазар). Режим був налаштований за будь-яку ціну зберегти колоніальні володіння країни та агресивно придушувати будь-які повстання. У 1961 році Індія анексувала Гоа, і того ж року націоналістичні сили почали організовуватися в Португалії. Повстання (передували португальській колоніальній війні) поширилися на Анголу, Гвінею-Бісау та Мозамбік. Лісабон посилив свої зусилля у війні: наприклад, він збільшив кількість тубільців у колоніальній армії та побудував стратегічні хутори. Португалія відправила ще 300 000 європейських поселенців до Анголи та Мозамбіку до 1974 року. Того року ліва революція в Португалії повалила існуючий режим і спонукала прорадянські елементи спробувати захопити контроль у колоніях. Результатом стала дуже довга і надзвичайно важка багатопартійна громадянська війна в Анголі та менші повстання в Мозамбіку.

##### Бельгія
- Бельгійська колоніальна імперія[en]

Бельгійська імперія почалася з анексії Конго в 1908 році у відповідь на міжнародний тиск, щоб покласти край жахливим звірствам, які мали місце під час приватної Вільної держави Конго короля Леопольда. Вона додала Руанду та Бурунді як мандати Ліги Націй від колишньої Німецької імперії в 1919 році. Колонії залишалися незалежними під час війни, тоді як сама Бельгія була окупована німцями. Серйозного планування незалежності не було, навчання чи освіта була надто малопроникними. Бельгійське Конго було особливо багатим, і багато бельгійських бізнесменів активно лобіювали, щоб зберегти контроль. Місцеві повстання набирали сили, і, нарешті, бельгійський король раптово оголосив у 1959 році, що незалежність стоїть на порядку денному — і це було поспішно організовано в 1960 році, для країни, яка була гостро та глибоко розділена за соціальними та економічними ознаками.

##### Нідерланди

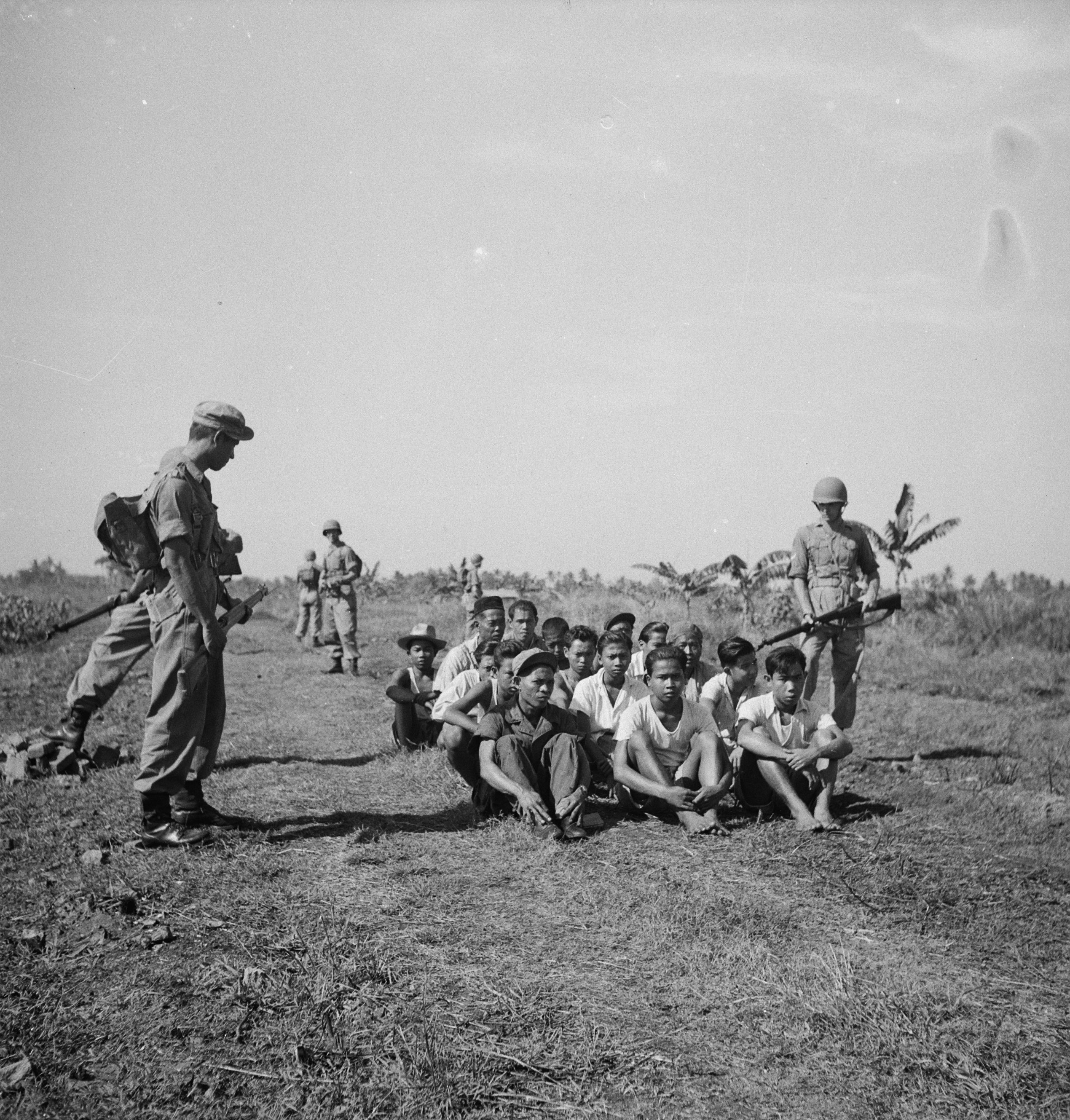
Голландські солдати в Ост-Індії під час Індонезійської національної революції, 1946 рік

Нідерланди, маленька багата країна в Західній Європі, витратили століття на розбудову своєї імперії. До 1940 року вона складалася здебільшого з Нідерландської Ост-Індії (нині Індонезія). Її величезні запаси нафти забезпечували близько 14 відсотків національного продукту Нідерландів і підтримували велику кількість етнічних голландських урядовців і бізнесменів у Батавії (нині Джакарта) та інших великих містах. Під час війни нацисти захопили Нідерланди та ледь не виморили їх голодом, а Японія потопила голландський флот під час захоплення Ост-Індії. У 1945 році Нідерланди не змогли самостійно повернути ці острови; це сталося завдяки британській військовій допомозі та американським фінансовим дотаціям. На той час, коли голландські солдати повернулися, при владі був незалежний уряд під керівництвом Сукарно, спочатку створений японцями. Нідерландці в Ост-Індії та вдома були практично одностайні (за винятком комуністів), що голландська влада, престиж і багатство залежали від надзвичайно дорогої війни за повернення островів. Були досягнуті компроміси, але жодна сторона їм не довіряла. Коли Індонезійська Республіка успішно придушила широкомасштабне комуністичне повстання, Сполучені Штати зрозуміли, що їм потрібен націоналістичний уряд як союзник у холодній війні. Володіння Нідерландів було перешкодою для американських цілей холодної війни, тому Вашингтон змусив голландців надати повну незалежність. Кілька років потому Сукарно націоналізував всю власність нідерландської Ост-Індії та вигнав усіх етнічних голландців — понад 300 000 — а також кілька сотень тисяч етнічних індонезійців, які підтримували голландську справу. Згодом Нідерланди значно процвітали в 1950-х і 1960-х роках, але, незважаючи на це, громадська думка була гостро вороже налаштована до Сполучених Штатів за зраду. Вашингтон залишався збентеженим, чому голландці були так незбагненно закохані в очевидно безнадійну справу. Нідерланди також мали ще одну велику колонію, Голландську Гвіану в Південній Америці, яка стала незалежною як Суринам у 1975 році.

#### Підопічні території ООН
Коли Організація Об'єднаних Націй була створена в 1945 році, вона створила підопічні території. Ці території включали території під мандатом Ліги Націй, які не отримали незалежності до 1945 року, разом із колишнім Італійським Сомалі. Підопічна територія Тихоокеанські острови була передана від Японії до управління США. До 1990 року всі підопічні території, крім однієї, отримали незалежність як незалежні держави або шляхом злиття з іншою незалежною державою; Північні Маріанські Острови увійшли до складу Сполучених Штатів.

#### Виникнення третього світу (1945–дотепер)

Чехословацький антиколонізаторський пропагандистський плакат: «Африка — у боротьбі за свободу».

Нові незалежні держави організувалися, щоб протистояти тривалому економічному колоніалізму колишніх імперських держав. Рух неприєднання сформувався навколо головних фігур Джавахарлала Неру, першого прем'єр-міністра Індії, Сукарно, президента Індонезії, Йосипа Броз Тіто, комуністичного лідера Югославії, і Гамаля Абдель Насера, голови Єгипту. У 1955 році ці лідери зібралися на Бандунзькій конференції разом із Сукарно, лідером Індонезії, та Чжоу Еньлаєм, прем'єр-міністром Китайської Народної Республіки. У 1960 році Генеральна Асамблея ООН проголосувала за Декларацію про надання незалежності колоніальним країнам і народам. Наступного року в Белграді було офіційно створено Рух неприєднання (1961), а в 1964 році було створено Конференцію ООН з торгівлі та розвитку (ЮНКТАД), яка намагалася просувати Новий міжнародний економічний порядок (NIEO).. NIEO виступала проти Бреттон-Вудської системи 1944 року, яка принесла користь провідним державам, які її створили, і залишалася в силі до 1971 року після призупинення Сполученими Штатами конвертованості з доларів на золото. Основними принципами NIEO були:
1. Країни, що розвиваються, повинні мати право регулювати та контролювати діяльність транснаціональних корпорацій, що працюють на їхній території.
2. Вони повинні мати право націоналізувати чи експропріювати іноземну власність на вигідних для них умовах.
3. Вони повинні мати право створювати асоціації виробників сировини, подібні до Організації країн-експортерів нафти, створеної 14 вересня 1960 року, на знак протесту проти тиску з боку великих нафтових компаній (здебільшого належать громадянам США, Великої Британії та Нідерландів) щодо зменшення ціни на нафту та платежі виробникам); всі інші держави повинні визнати це право і утримуватися від економічних, військових або політичних заходів, спрямованих на його обмеження.
4. Міжнародна торгівля має базуватися на необхідності забезпечення стабільних, справедливих і прибуткових цін на сировину, загальних невзаємних і недискримінаційних тарифних преференцій, а також передачі технологій країнам, що розвиваються; і має надавати економічну та технічну допомогу без будь-яких умов[en].

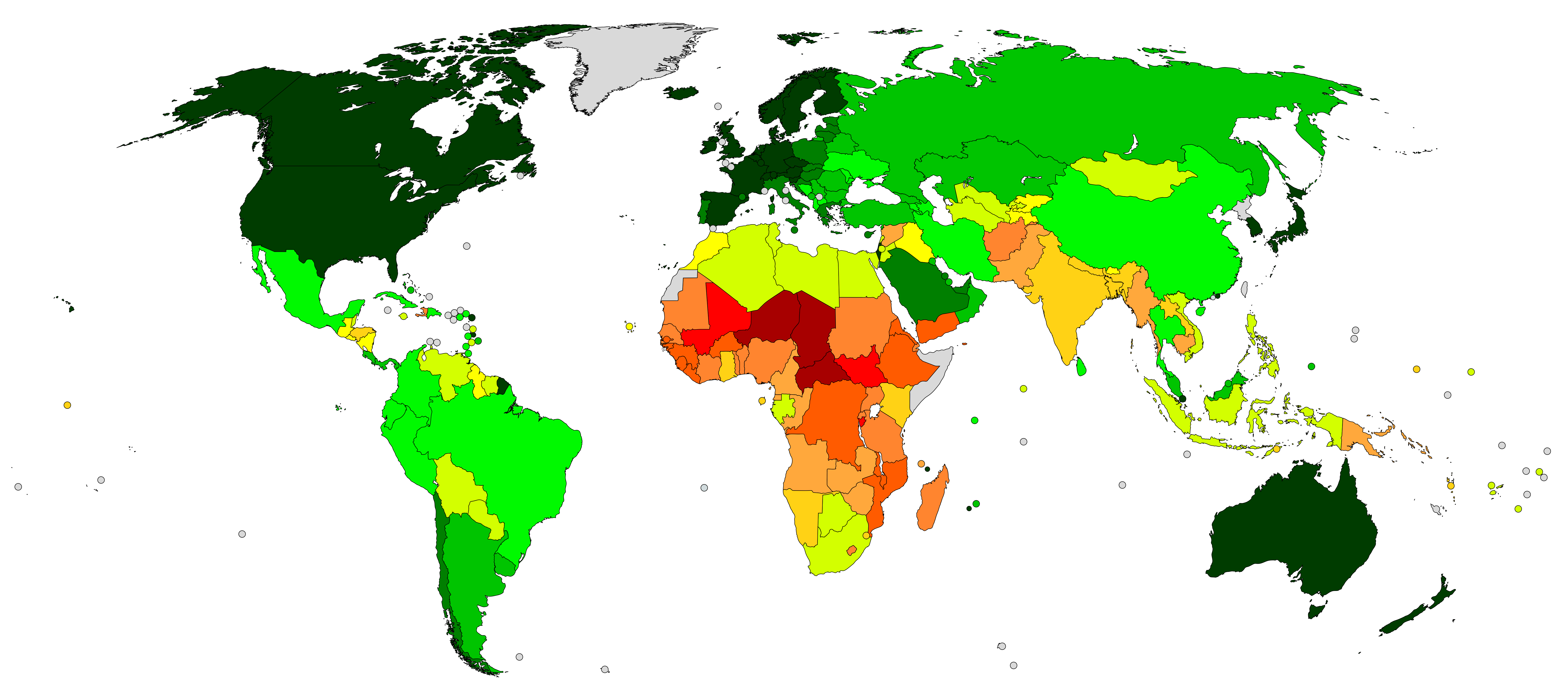
Індекс людського розвитку ООН (ІЛР) є кількісним індексом розвитку, альтернативою класичному валовому внутрішньому продукту (ВВП), який деякі використовують як проксі для визначення Третього світу. У той час як ВВП обчислює лише економічне багатство, ІЛР включає середню тривалість життя, здоров'я та грамотність як фундаментальні чинники хорошої якості життя. Країни Північної Америки, Південного конуса, Європи, Східної Азії та Океанії загалом мають вищий рівень життя, ніж країни Центральної Африки, Східної Африки, частини Карибського басейну та Південної Азії.

Однак ЮНКТАД не була дуже ефективною у впровадженні NIEO, і соціальна та економічна нерівність між промислово розвиненими країнами та Третім світом зростала протягом 1960-х років аж до XXI століття. Нафтова криза 1973 року, яка послідувала за війною Судного дня (жовтень 1973 року), була спровокована ОПЕК, яка ухвалила рішення про ембарго проти США та західних країн, що спричинило чотириразове підвищення цін на нафту, яке тривало п'ять місяців, починаючи з 17 жовтня 1973 року і закінчується 18 березня 1974 року. Потім 7 січня 1975 року країни ОПЕК погодилися підвищити ціни на сиру нафту на 10 %. У той час країни ОПЕК — у тому числі багато тих, хто нещодавно націоналізував свою нафтову промисловість — приєдналися до заклику створити новий міжнародний економічний порядок, ініційований коаліціями виробників сировини. Завершуючи перший саміт ОПЕК в Алжирі, вони закликали до стабільних і справедливих цін на сировину, міжнародної продовольчої та сільськогосподарської програми, передачі технологій з півночі на південь і демократизації економічної системи. Але промислово розвинені країни швидко почали шукати замінники нафти ОПЕК, причому нафтові компанії інвестували більшу частину свого дослідницького капіталу в США та європейські країни чи інші політично певні країни. ОПЕК все більше втрачає вплив на світові ціни на нафту.
Друга нафтова криза сталася після Іранської революції 1979 року. Тоді латиноамериканська боргова криза 1982 року вибухнула спочатку в Мексиці, потім в Аргентині та Бразилії, які виявилися неспроможними повернути свої борги, що поставило під загрозу існування міжнародної економічної системи.
1990-ті роки характеризуються домінуванням Вашингтонського консенсусу щодо неоліберальної політики, «структурної перебудови» та «шокової терапії» для колишніх комуністичних країн.

#### Деколонізація Африки

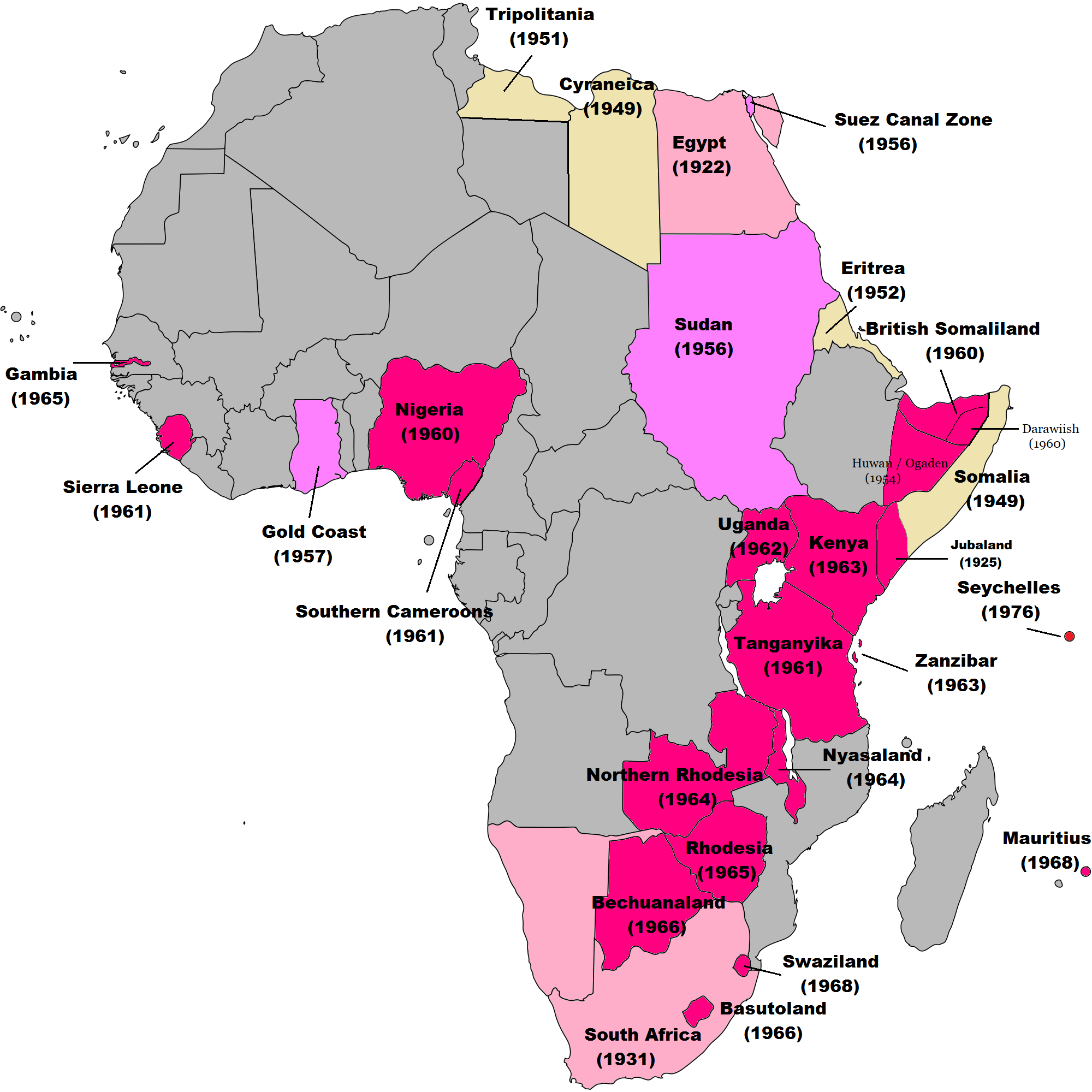
Британська деколонізація в Африці

Деколонізація Північної Африки та Африки на південь від Сахари відбулася в середині-кінці 1950-х років дуже раптово, з невеликою підготовкою. Були широкі заворушення та організовані повстання, особливо у французькому Алжирі, португальській Анголі, бельгійському Конго та британській Кенії.
У 1945 році в Африці було чотири незалежні країни — Єгипет, Ефіопія, Ліберія та Південна Африка.
Після поразки Італії у Другій світовій війні Франція та Велика Британія окупували колишні італійські колонії. Лівія стала незалежним королівством у 1951 році. Еритрея була об'єднана з Ефіопією в 1952 році. Італійське Сомалі управлялося Великою Британією, а з 1954 року — Італією до здобуття незалежності в 1960 році.

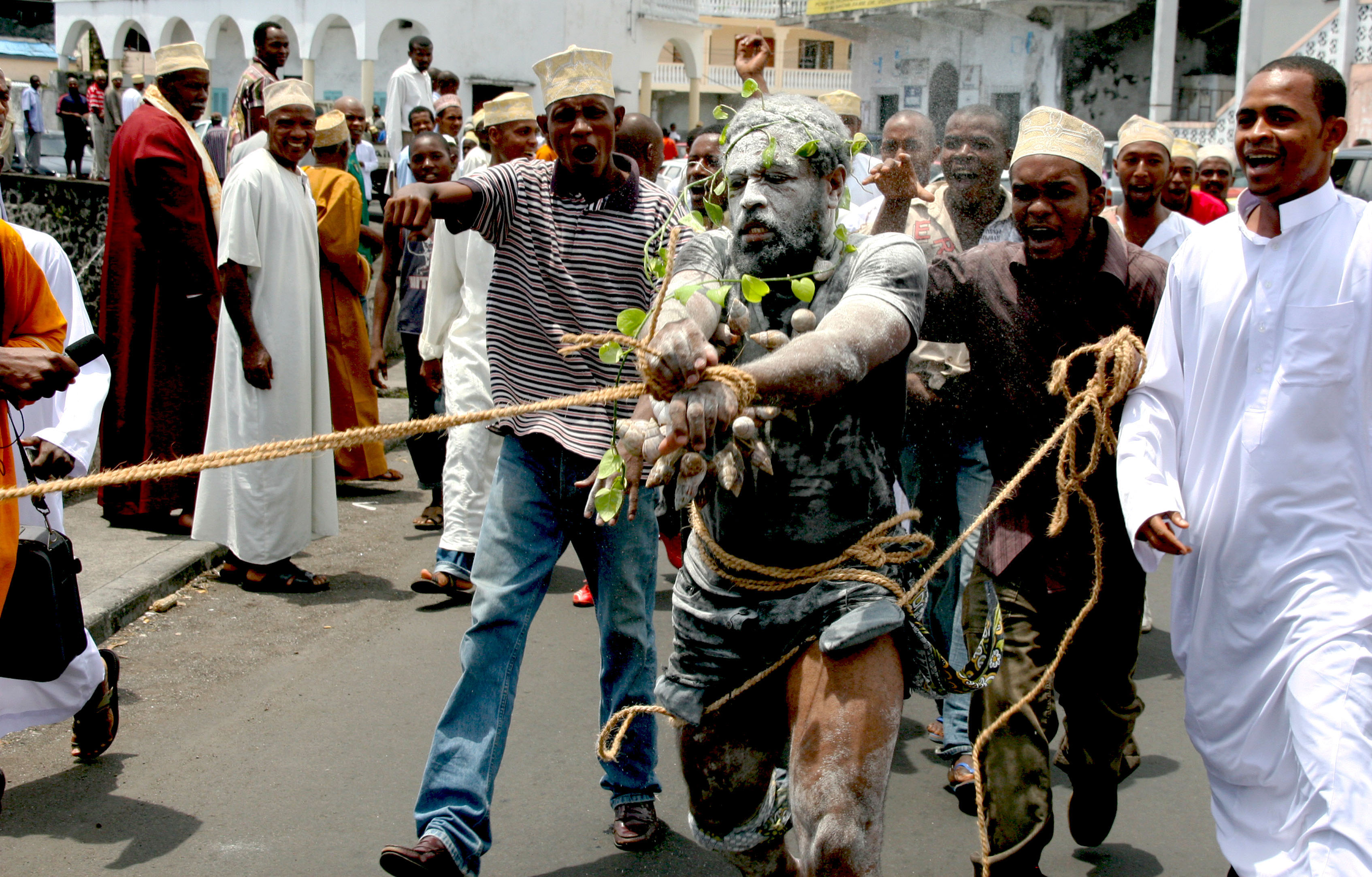
Жителі Коморських островів протестують проти референдуму про те, щоб Референдум про статус Махорана 2009 року стала заморським департаментом Франції, 2009 рік

До 1977 року європейське колоніальне панування в континентальній Африці припинилося. Більшість острівних країн Африки також стали незалежними, хоча Реюньйон і Майотта залишаються частиною Франції. Проте чорношкіра більшість у Родезії та Південній Африці була позбавлена виборчих прав до 1979 року в Родезії, яка того року стала Зімбабве-Родесією, а наступного — Зімбабве, і до 1994 року в Південній Африці. Намібія, остання підопічна територія ООН в Африці, стала незалежною від Південної Африки в 1990 році.
Більшість незалежних африканських країн існує в межах попередніх колоніальних кордонів. Однак Марокко об'єднало Французьке Марокко з Іспанським Марокко, і Сомалі утворилося в результаті злиття Британського Сомалі та Італійського Сомалі. Еритрея об'єдналася з Ефіопією в 1952 році, але стала незалежною державою в 1993 році.
Більшість африканських країн стали незалежними як республіки. Марокко, Лесото та Есватіні залишаються монархіями під керівництвом династій, що передували колоніальному правлінню. Бурунді, Єгипет, Лівія та Туніс здобули незалежність як монархії, але згодом монархи всіх чотирьох країн були скинуті, і вони стали республіками.
Країни Африки співпрацюють у різних багатодержавних об'єднаннях. До Африканського Союзу входять усі 55 африканських держав. Існує кілька регіональних асоціацій держав, включаючи Східноафриканське співтовариство, Співтовариство розвитку півдня Африки та Економічне співтовариство західноафриканських держав, членство деяких з яких збігається.
- Велика Британія: Судан (1956); Гана (1957); Нігерія (1960); Сьєрра-Леоне та Танганьїка (1961); Уганда (1962); Кенія та Занзібарський султанат (1963); Малаві та Замбія (1964); Гамбія та Родезія (1965); Ботсвана та Лесото (1966); Маврикій та Свазіленд (1968); Сейшели (1976)
- Франція: Марокко та Туніс (1956); Гвінея (1958); Камерун, Того, Малі, Сенегал, Мадагаскар, Бенін, Нігер, Буркіна-Фасо, Кот-д'Івуар, Чад, Центральноафриканська Республіка, Республіка Конго, Габон та Мавританія (1960); Алжир (1962); Коморські Острови (1975); Джибуті (1977)
- Іспанія: Екваторіальна Гвінея (1968)
- Португалія: Гвінея-Бісау (1974); Мозамбік, Кабо-Верде, Сан-Томе і Принсіпі та Ангола (1975)
- Бельгія: Демократична Республіка Конго (1960); Бурунді та Руанда (1962)

#### Деколонізація в Америці після 1945 року
- Деколонізація Америк[en]
- Велика Британія: Ньюфаундленд (раніше був незалежним домініоном, але з 1934 року під прямим правлінням Великої Британії) (1949, об'єднання з Канадою); Ямайка та Тринідад і Тобаго (1962); Барбадос та Гаяна (1966); Багами (1973); Гренада (1974); Тринідад і Тобаго (1976, усунення Королеви Єлизавети II як голови держави, перехід до республіки); Домініка (1978); Сент-Люсія та Сент-Вінсент і Гренадини (1979); Антигуа і Барбуда та Беліз (1981); Сент-Кіттс і Невіс (1983); Барбадос (2021, усунення Королеви Єлизавети II як голови держави, перехід до республіки).[54]
- Нідерланди: Нідерландські Антильські острови, Суринам (1954, обидві стають складовими країнами Королівства Нідерландів), 1975 (незалежність Суринаму)
- Данія: Гренландія (1979, стала автономною територією в Королівстві Данія).

#### Деколонізація Азії
- Деколонізація Азії[en]

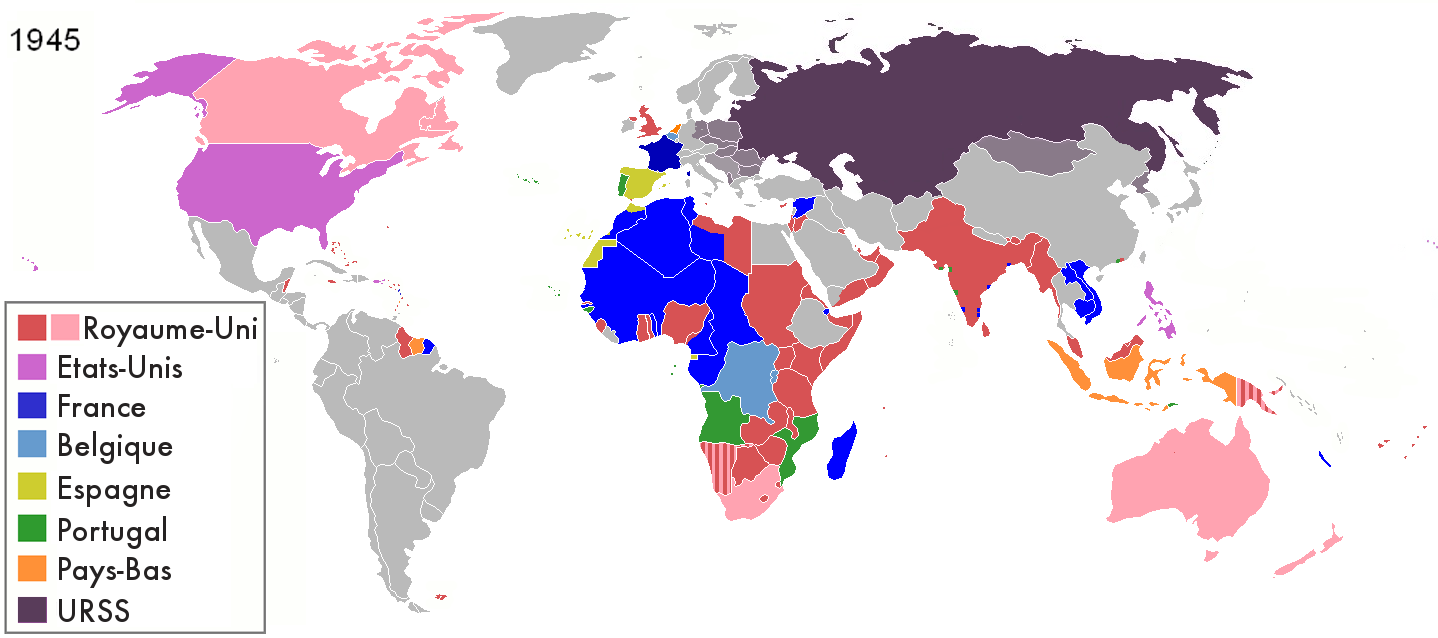
Західноєвропейські колоніальні імперії в Азії та Африці розпалися після 1945 року

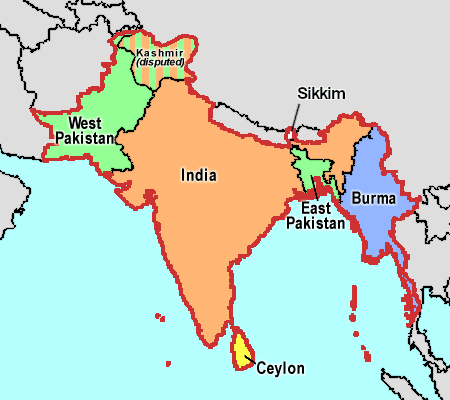
Чотири країни (Індія, Пакистан, Домініон Цейлон і Бірманський Союз), які здобули незалежність у 1947 і 1948 роках

Японія розширила свою окупацію території Китаю протягом 1930-х років і окупувала Південно-Східну Азію під час Другої світової війни. Після війни Японська колоніальна імперія була розпущена, а рухи за національну незалежність чинили опір поновленню колоніального контролю з боку європейських країн і Сполучених Штатів.
Китайська Республіка відновила контроль над окупованими Японією територіями в Маньчжурії та східному Китаї, а також над Тайванем. Лише Гонконг і Макао залишалися поза контролем.
Пізніше комуністичний Китай за наслідками громадянської війни повернув під свій контроль Тибет та Східний Туркестан, яким вдалося звільнитися півстоляттям раніше.
Також під час Громадянської війни в Росії в Центральній Азії постала низка незалежних держав, які згодом були завойовані Радянським Союзом.
Союзні сили розділили Корею на дві окупаційні зони, які стали державами Північна Корея та Південна Корея. Філіппіни стали незалежними від США в 1946 році.
Нідерланди визнали незалежність Індонезії в 1949 році після чотирьох років боротьби за незалежність. Індонезія анексувала Нідерландську Нову Гвінею в 1963 році, а Португальський Тимор — у 1975 році. У 2002 році колишній Португальський Тимор став незалежним як Східний Тимор.
У наведеному нижче переліку вказано колоніальні держави після закінчення військових дій у 1945 році та їхні колоніальні чи адміністративні володіння. У дужках хронологічно подано рік деколонізації.
- Велика Британія: Зайордання (1946), Британська Індія та Пакистан (1947); Британський мандат на Палестину, Бірма та Цейлон (1948); Британська Малая (1957); Кувейт (1961); Королівство Саравак, Північний Борнео та Сінгапур (1963); Мальдіви (1965); Аден (1967); Бахрейн, Катар та Об'єднані Арабські Емірати (1971); Бруней (1984); Гонконг (1997)
- Франція: Французька Індія (1954) та Індокитай включаючи В'єтнам (1954), Камбоджу (1953) та Лаос (1953)
- Португалія: Португальська Індія (1961); Східний Тимор (1975); Макао (1999)
- США: Філіппіни (1946)
- Нідерланди: Індонезія (1949)

#### Деколонізація в Європі

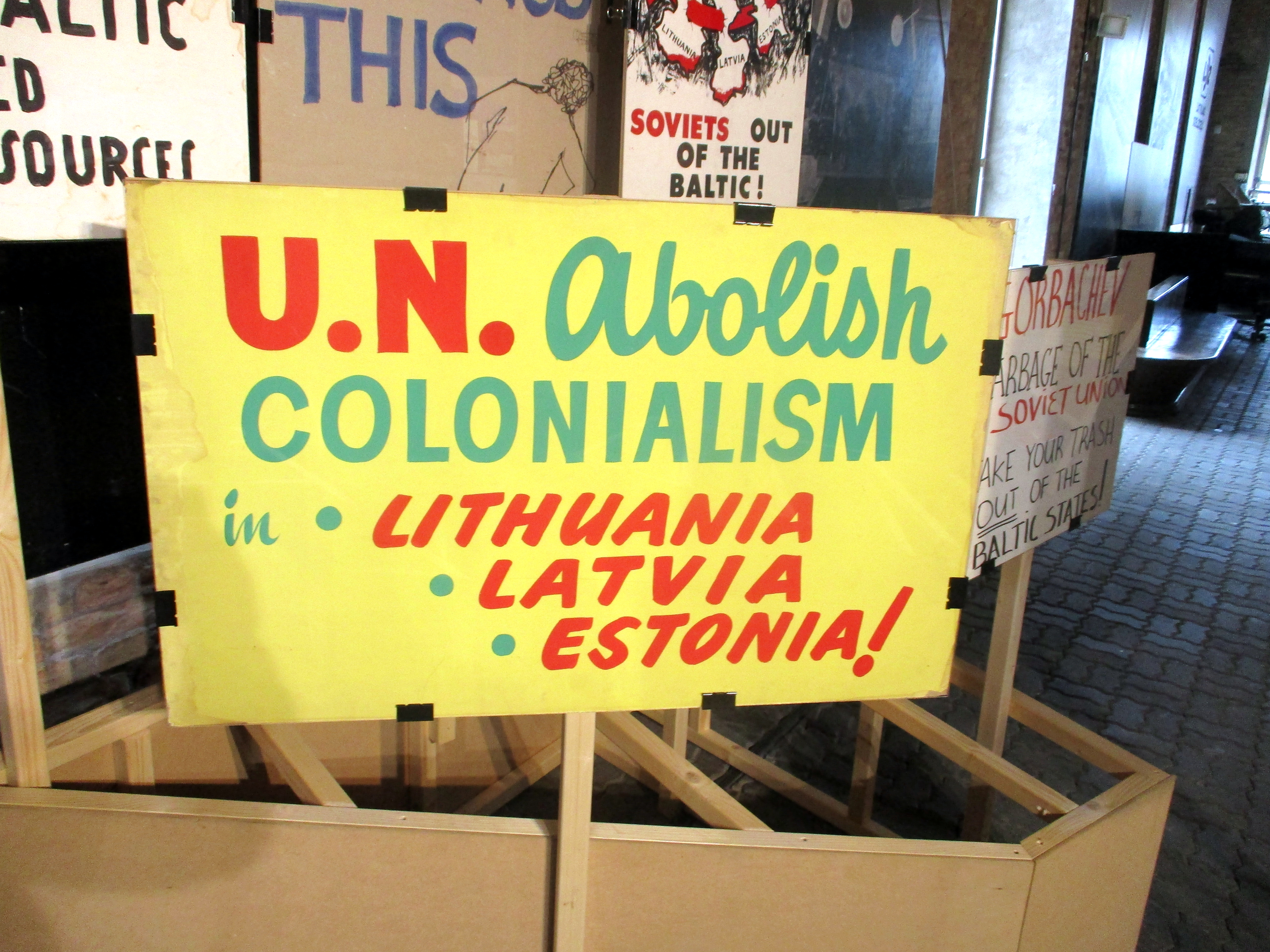
Знак протесту другої половини XX століття із закликом до ООН скасувати радянський колоніалізм у країнах Балтії.

Італія окупувала острови Додеканес у 1912 році, але італійська окупація закінчилася після Другої світової війни, і острови були інтегровані до Греції. Британське панування закінчилося на Кіпрі в 1960 році, а на Мальті в 1964 році, і обидва острови стали незалежними республіками.
Наприкінці холодної війни, також відбувся розпад Югославії, внаслідок чого через кровопролитні конфлікти низка Балканських країн отримала незалежність від сербського панування, серед них Словенія, Хорватія, Боснія і Герцеговина, Північна Македонія, Чорногорія, Косово.
Радянський контроль над неросійськими республіками послабився, оскільки рухи за демократизацію та самоврядування набрали сили наприкінці 1980-х років, а чотири республіки проголосили незалежність у 1990 та 1991 роках. Спроба державного перевороту в Радянському Союзі в серпні 1991 року прискорила розпад країни. Республіки Радянського Союзу, який формально закінчився 26 грудня 1991 року, стали суверенними державами — Азербайджан, Білорусь, Вірменія, Грузія, Естонія, Казахстан, Киргизстан, Латвія, Литва, Молдова, Росія, Таджикистан, Туркменістан, Україна та Узбекистан. Історик Роберт Деніелс каже: «Особливим виміром антикомуністичних революцій і деяких їхніх попередників була деколонізація». Політика Москви тривалий час полягала в поселенні етнічних росіян у неросійських республіках. Після здобуття незалежності права меншин були проблемою для російськомовних у деяких республіках і для неросійськомовних у Росії; див. росіяни в країнах Балтії. Тим часом Російська Федерація продовжує здійснювати політичний, економічний та військовий тиск на колишні радянські колонії. У 2014 році вона анексувала український Кримський півострів, що стало першою подібною акцією в Європі після закінчення Другої світової війни. У березні 2023 року, після російського вторгнення 2022 року та подальшої російської окупації частини України, вона заборонила мати топоніміку з назвами, пов'язаними з російською («держава-окупант»).
Після російського вторгнення у 2022 році дослідники Східної Європи та Центральної Азії («російські дослідження») відновили усвідомлення російського колоніалізму та інтерес до деколонізації науки у своїй галузі, з науковими конференціями, організованими на цю тему Центром балтійських та східноєвропейських досліджень (CBEES) у Стокгольмі в грудні 2022 р., Британська асоціація слов'янських та східноєвропейських досліджень (BASEES) у квітні 2023 р., Інститут Алексантері в жовтні, та Асоціації слов'янських, східноєвропейських та євразійських досліджень (ASEEES) у Філадельфії в листопаді–грудні.

#### Деколонізація Океанії
- Деколонізація Океанії[en]

Деколонізація Океанії відбулася після Другої світової війни, коли країни Океанії досягли незалежності шляхом переходу від європейського колоніального панування до повної незалежності.
- Велика Британія: Тонга та Фіджі (1970); Соломонові Острови та Тувалу (1978); Кірибаті (1979)
- Велика Британія та  Франція: Вануату (1980)
- Австралія: Науру (1968); Папуа Нова Гвінея (1975)
- Нова Зеландія: Самоа (1962)
- США: Маршаллові Острови та Федеративні Штати Мікронезії (1986); Палау (1994)

## Виклики
Типові виклики деколонізації включають державотворення, розбудову нації та економічний розвиток.

### Державотворення
Після здобуття незалежності новим державам необхідно було створити або зміцнити інститути суверенної держави — уряди, закони, армію, школи, адміністративні системи тощо. Обсяг самоврядування, наданого до здобуття незалежності, та допомога з боку колоніальної влади та/або міжнародних організацій після здобуття незалежності сильно відрізнялися між колоніальними державами та окремими колоніями.
За винятком кількох абсолютних монархій, більшість постколоніальних держав є або республіками, або конституційними монархіями. Ці нові держави повинні були розробити конституції, виборчі системи та інші інститути представницької демократії.

### Розбудова нації

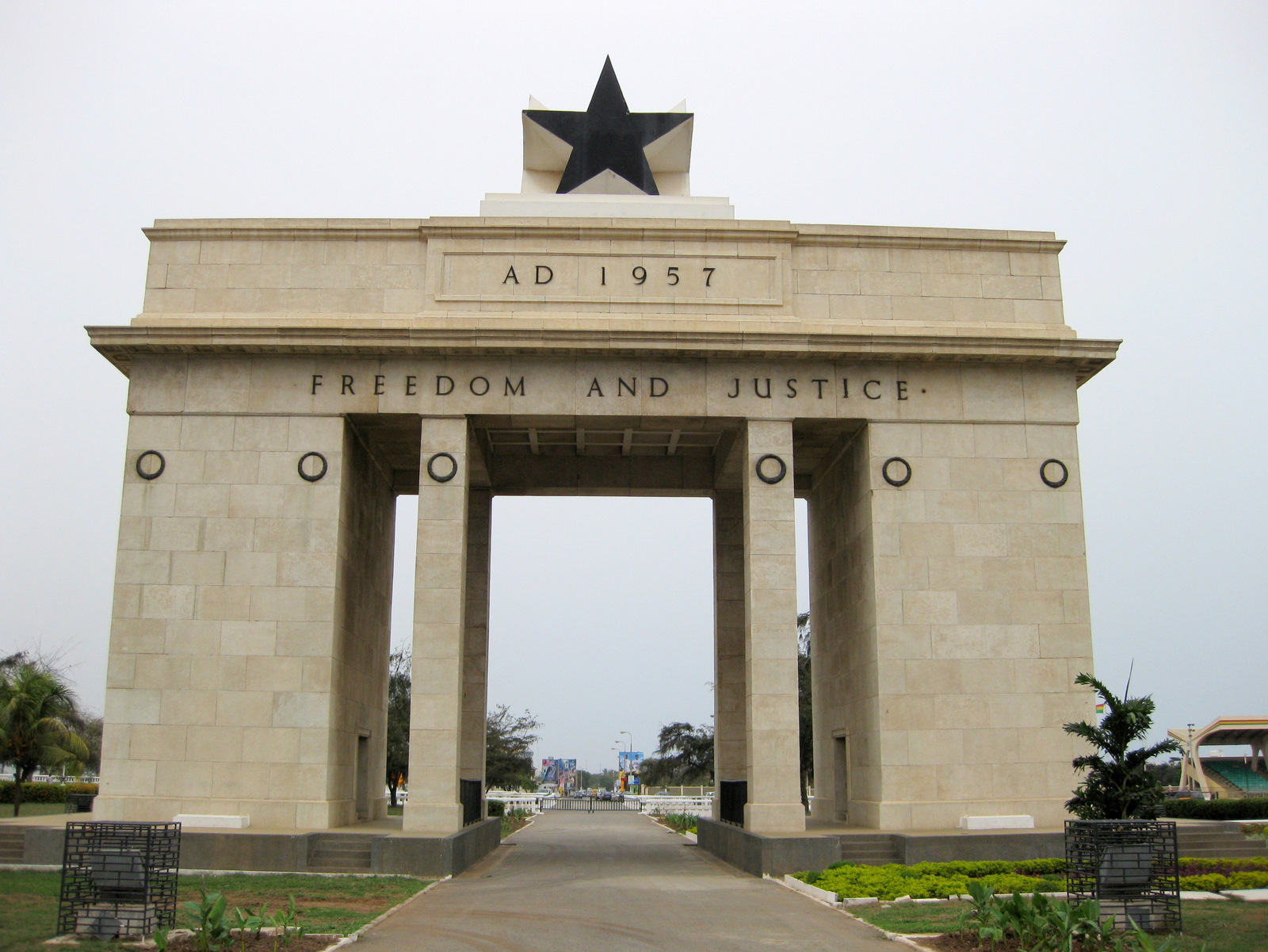
Монумент Чорна зірка в Аккрі, побудований першим президентом Гани Кваме Нкрумою на честь незалежності країни

Розбудова нації — це процес формування почуття ідентифікації з державою та лояльності до неї. Проекти розбудови нації спрямовані на заміну лояльності до старої колоніальної влади та/або племінної чи регіональної лояльності лояльністю до нової держави. Елементи національного будівництва включають створення та популяризацію символів держави, таких як прапор, герб і гімн, пам'ятники, офіційні історії, національні спортивні команди, кодифікація однієї чи кількох офіційних мов корінного населення та заміна колоніальних топонімів місцевими. Розбудова нації після здобуття незалежності часто продовжує роботу, розпочату рухами за незалежність у колоніальний період.

#### Мовна політика
З точки зору мовної політики, „лінгвістична деколонізація“ передбачає заміну мови колонізаційної (імперської) держави корінною мовою даної колонії у функції офіційної мови. За винятком колоній в Євразії, мовна деколонізація не відбулася в колишніх колоніях, які стали незалежними державами на інших континентах („решта світу“). Постійна відсутність мовної деколонізації відома як мовний імперіалізм.

#### Осіле населення
Деколонізація нелегка справа в колоніях з великою популяцією поселенців, особливо якщо вони проживають там кілька поколінь. Коли поселенці залишаються в колишніх колоніях після здобуття незалежності, колоніалізм триває і приймає форму колоніалізму поселенців, який дуже стійкий до деколонізації.
У кількох випадках населення поселенців було репатрійовано. Наприклад, деколонізація Алжиру Францією була особливо непростою через велике європейське населення (див. також франкоалжирці), які в основному евакуювалися до Франції, коли Алжир став незалежним. У Зімбабве, колишній Родезії, Роберт Мугабе захопив майно білих африканських фермерів, убивши деяких із них, а тих, хто вижив, змусив емігрувати. Велика індійська громада жила в Уганді в результаті британської колонізації Індії та Східної Африки, і Іді Амін вигнав їх заради внутрішньої політичної вигоди.

#### Кінематограф
Кенійський письменник Нгуґі ва Тхіонґо писав про колонізацію та деколонізацію у кіновсесвіті. Режисер Хайле Геріма, який народився в Ефіопії, описує „колонізацію несвідомого“, яку він пережив у дитинстві:
|  | ...як діти, ми намагалися відтворити те, що бачили у фільмах. Раніше ми грали в ковбоїв та індіанців у горах навколо Гондару... Ми розігрували ролі цих героїв, ототожнюючи себе з ковбоями, які підкорюють індіанців. Ми взагалі не ототожнювали себе з індіанцями і ніколи не хотіли, щоб індіанці перемогли. Навіть у фільмах про Тарзана ми були б повністю захоплені діяльністю героя та стежили б за історією з його точки зору, повністю занурені в структуру історії. Щоразу, коли африканці підкрадалися до Тарзана, ми кричали, намагаючись попередити його, що «вони» йдуть». |

В Азії кіно про кунг-фу виникло в той час, коли Японія хотіла охопити азійське населення в інших країнах за допомогою свого культурного впливу. Сплеск популярності фільмів про кунг-фу почався наприкінці 1960-х до 1970-х років. Місцеве населення зображувалося як головні герої, які протистояли „імперіалістам“ (іноземцям) та їхнім „китайським колабораціоністам“.

### Економічний розвиток
Нові незалежні держави також повинні були розвинути незалежні економічні інститути — національну валюту, банки, компанії, регулювання, податкові системи тощо.
Багато колоній слугували ресурсними колоніями, які виробляли сировину та сільськогосподарську продукцію, а також як невільний ринок для товарів, вироблених у країні-колонізаторі. Багато деколонізованих країн створили програми сприяння індустріалізації. Деякі націоналізували промисловість та інфраструктуру, а деякі зайнялися земельною реформою, щоб перерозподілити землю індивідуальним фермерам або створити колективні господарства.
Деякі деколонізовані країни підтримують міцні економічні зв'язки з колишньою колоніальною державою. Франк КФА є валютою, яка використовується в 14 країнах Західної та Центральної Африки, переважно колишніх французьких колоній. Французьке казначейство гарантує франк КФА.
Після здобуття незалежності багато країн створили регіональні економічні асоціації для сприяння торгівлі та економічному розвитку між сусідніми країнами, включаючи Асоціацію держав Південно-Східної Азії (АСЕАН), Економічне співтовариство країн Західної Африки (ЕКОВАС) і Раду співробітництва країн Перської затоки.

#### Вплив на колонізаторів
Джон Кеннет Ґелбрейт стверджує, що деколонізація після Другої світової війни була здійснена з економічних причин. У „Подорожі економічним часом“ він пише:
|  | «Двигун економічного добробуту тепер знаходився всередині та між розвиненими індустріальними країнами. Внутрішнє економічне зростання – як тепер вимірюється та багато обговорюється – стало розглядатися як набагато важливіше, ніж колишня колоніальна торгівля.... Економічний ефект у Сполучених Штатах від надання незалежності Філіппінам був непомітним, частково через Закон про торгівлю Белла, який дозволив американську монополію в економіці Філіппін. Відхід Індії та Пакистану зробив невеликий економічний вплив на Велику Британію. Голландські економісти підрахували, що економічний ефект від втрати великої Голландської імперії в Індонезії було компенсовано декількома роками внутрішнього післявоєнного економічного зростання. Кінець колоніальної епохи в підручниках історії згадується як тріумф національних прагнень у колишніх колоніях і доброго здорового глузду з боку колоніальних держав. Внизу, як це часто буває, ховалася сильна течія економічних інтересів — або в цьому випадку, незацікавленість». |

Загалом звільнення колонізованих завдало колонізаторам незначних економічних втрат. Частково це пояснювалося тим, що основні витрати були усунені, а основні вигоди були отримані альтернативними засобами. Деколонізація дозволила колонізатору зняти відповідальність за колонізованих. Колонізатор більше не ніс тягар зобов'язань, фінансових чи інших, перед своєю колонією. Однак колонізатор продовжував отримувати дешеві товари та робочу силу, а також економічні вигоди (див. Суецька криза) з колишніх колоній. Фінансовий, політичний і військовий тиск все ще міг бути використаний для досягнення цілей, бажаних колонізатором. Таким чином, деколонізація дозволила в основному досягти цілей колонізації, але без її тягарів.

## Убиті антиколоніальні лідери
Неповний перелік убитих лідерів включатиме:

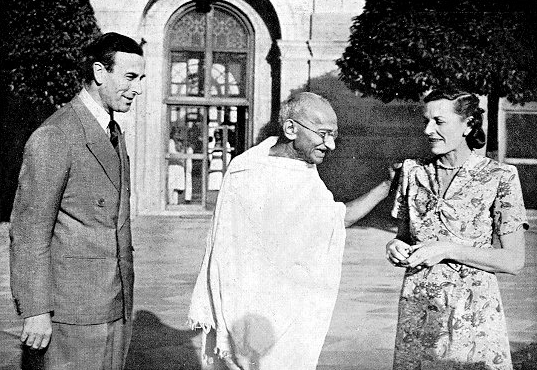
Ґанді в 1947 році з лордом Луїсом Маунтбеттеном, останнім британським віце-королем Індії, і його дружиною віце-королевою Едвіна Маунтбеттен, графиня Бірми Маунтбаттен.

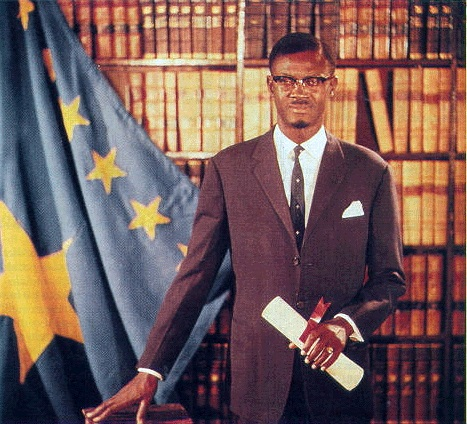
Патріс Лумумба, перший демократично обраний прем'єр-міністр Конго-Леопольдвіль, був убитий катангськими сепаратистами, яких підтримувала Бельгія, у 1961 році.

- Тирадентіс був провідним членом бразильського бунтарського руху, відомого як Інконфіденсія Мінейра, проти Португальської імперії. Він боровся за незалежну бразильську республіку.
- Могандас Карамчанд Ґанді, ненасильницький лідер руху за незалежність Індії, був убитий у 1948 році Натхурамом Годзе.
- Рубен Ум Ньобе[en], лідер Союзу народів Камеруну[en] (UPC), був убитий французькою армією в тропічному лісі, де він переховувався, поблизу свого рідного села Бумньєбель, отримавши кілька пострілів, впавши на узліссі біля стовбура дерева, через який він намагався переступити; це відбулося в департаменті Nyong-et-Kéllé в районі, зайнятому етнічною групою Bassa, корінним жителем якої він також був.[76] Потім його тіло було понівечено та поховано в безіменній могилі.[77]
- Бартелемі Боганда[en], лідер націоналістичного руху Центральноафриканської Республіки, який загинув у авіакатастрофі 29 березня 1959 року, за вісім днів до останніх виборів колоніальної ери. Головними підозрюваними є французький SDECE або його дружина.
- Фелікс-Ролан Муміє[en], наступник Рубена Ум Ньобе на чолі Народного союзу Камеруну, убитий у Женеві в 1960 році SDECE[en] (французькі спецслужби).[78]
- Патріс Лумумба, перший прем'єр-міністр Демократичної Республіки Конго, був убитий 17 січня 1961 року.
- 13 жовтня 1961 року було вбито бурундійського націоналіста Луї Рвагасоре[en], а 15 січня 1965 року також було вбито П'єра Нгендандумве, першого прем'єр-міністра Бурунді хуту.
- Сільванус Олімпіо[en], перший президент Того, був убитий 13 січня 1963 року.
- Мегді Бен Барка, лідер Марокканського національного союзу народних сил[en] (UNPF) і Триконтинентальної конференції[en], яка мала підготувати в 1966 році в Гавані своє перше засідання, яке збере національно-визвольні рухи з усіх континентів — пов'язані з Рухом неприєднання, але Триконтинальна конференція зібрала визвольні рухи, тоді як неприєднання були здебільшого державами — «зник» в Парижі в 1965 році нібито марокканськими агентами та офіцерами французької поліції.
- Нігерійського лідера Ахмаду Белло[en] було вбито в січні 1966 року під час державного перевороту, який повалив уряд Нігерії після здобуття незалежності.
- Едуардо Мондлане, лідера ФРЕЛІМО та батька незалежності Мозамбіку, було вбито в 1969 році. У вбивстві Мондлана звинувачують як португальську розвідку, так і португальську секретну поліцію PIDE/DGS, а також елементи ФРЕЛІМО.
- Мохамед Бассірі[en], сахарський лідер Руху за визволення Сагуйя-ель-Хамра та Ваді-ель-Дахаб[en] «зник» у Ель-Айуні в 1970 році, нібито іспанським легіоном.
- Амілкар Кабрал був убитий 20 січня 1973 року конкурентом PAIGC Іносенсіо Кані за допомогою португальських агентів, що діяли в PAIGC.

## Сучасні колонії
Організація Об'єднаних Націй у «Розділі XI: Декларація щодо несамоврядних територій» Статуту Організації Об'єднаних Націй визначає несамоврядні нації (NSGS) як «території, населення яких ще не досягло повної міри самоврядування» — сучасне визначення колоніалізму. Після завершення Другої світової війни з капітуляцією держав Осі в 1945 році та через два десятиліття у другій половині XX століття понад три десятки «держав Азії та Африки досягли автономії або повної незалежності» від європейських керуючих держав. Станом на 2020 рік 17 територій залишаються під розділом XI:

### Перелік НСВТ ООН
| Рік внесення до нереліку НСВТ | Адміністративна влада | Територія                       |
| ----------------------------- | --------------------- | ------------------------------- |
| 1946                          | Велика Британія       | Ангілья                         |
| 1946                          | Велика Британія       | Бермуди                         |
| 1946                          | Велика Британія       | Британські Віргінські Острови   |
| 1946                          | Велика Британія       | Кайманові Острови               |
| 1946                          | Велика Британія       | Фолклендські Острови            |
| 1946                          | Велика Британія       | Монтсеррат                      |
| 1946                          | Велика Британія       | Острів Святої Єлени             |
| 1946                          | Велика Британія       | Острови Теркс і Кайкос          |
| 1946                          | Велика Британія       | Гібралтар                       |
| 1946                          | Велика Британія       | Піткерн                         |
| 1946                          | Сполучені Штати       | Американське Самоа              |
| 1946                          | Сполучені Штати       | Американські Віргінські Острови |
| 1946                          | Сполучені Штати       | Гуам                            |
| 1946                          | Нова Зеландія         | Токелау                         |
| 1963                          | Іспанія               | Західна Сахара                  |
| 1946–47, 1986                 | Франція               | Нова Каледонія                  |
| 1946–47, 2013                 | Франція               | Французька Полінезія            |

«26 лютого 1976 року Іспанія повідомила Генерального секретаря про те, що з цієї дати вона припинила свою присутність на території Сахари, і вважає за необхідне зафіксувати, що Іспанія з цього часу вважає себе звільненою від будь-якої відповідальності будь-якого міжнародного характеру в зв'язку з адміністрацією Краю, з огляду на припинення його участі в створеній для Краю тимчасовій адміністрації. У 1990 році Генеральна Асамблея знову підтвердила, що питання Західної Сахари є питанням деколонізації, яку ще має завершити народ Західної Сахари».
10 грудня 2010 року Організація Об'єднаних Націй опублікувала свій офіційний декрет, оголошуючи Третє Міжнародне десятиліття за викорінення колоніалізму, в якому Організація Об'єднаних Націй оголосила про своє «відновлення заклику до держав-членів ООН прискорити процес деколонізації до повної ліквідації колоніалізму» Згідно зі статтею вченого Джона Кінтеро, «враховуючи сучасний наголос на рівності держав і невід'ємному характері їхнього суверенітету, багато людей не усвідомлюють, що ці несамоврядні структури все ще існують». Деякі активісти стверджували, що увагу Організації Об'єднаних Націй було «ще більше відвернуто від соціального та економічного порядку денного [щодо деколонізації] до „пожежної гасіння“ збройних конфліктів». Прихильники наголошували, що Організація Об'єднаних Націй «[залишається] останнім притулком надії для народів під „жовтком“ колоніалізму». Крім того, 19 травня 2015 року Генеральний секретар ООН Пан Гімун звернувся до учасників Карибського регіонального семінару з питань деколонізації, закликавши міжнародних політичних лідерів «розвивати [успіх попередніх зусиль з деколонізації] для повного викорінення колоніалізму до 2020 року».
Суверенітет над архіпелагом Чагос в Індійському океані є предметом суперечки між Сполученим Королівством і Маврикієм. У лютому 2019 року Міжнародний суд у Гаазі постановив, що Велика Британія повинна передати острови Маврикію, оскільки вони не були юридично відокремлені від останнього в 1965 році. 22 травня 2019 року Генеральна Асамблея ООН обговорила та ухвалила резолюцію, яка підтвердила, що архіпелаг Чагос «є невід'ємною частиною території Маврикія». Велика Британія не визнає суверенітет Маврикія над архіпелагом Чагос. У жовтні 2020 року прем'єр-міністр Маврикію Правінд Джагнот назвав британський та американський уряди «лицемірами» та «прихильниками подвійних балачок» щодо їхньої реакції на суперечку.

## Теорія деколонізації корінного населення
Теорія деколонізації корінних народів розглядає західноєвроцентричні історичні звіти та політичний дискурс як постійну політичну конструкцію, яка намагається заперечити корінні народи та їхній досвід у всьому світі. Корінні жителі світу передують і заперечують усі європоцентричні колонізаційні проекти та породжені ними історичні побудови, популярний дискурс, концептуалізації та теорії. Згідно з цим поглядом, незалежність колишніх західноєвропейських колоній європейського зразка, таких як Сполучені Штати, Австралія та Бразилія, концептуалізується як триваючі неоколонізаційні проекти поселенського колоніалізму, а не як деколонізація. Створення цих держав лише продовжило поточний європейський колоніалізм. Будь-яка колишня європейська колонія, не вільна від західноєвропейського впливу, відповідає такій концепції. Прикладами таких колишніх колоній є Південна Африка, Австралія, Мексика, Бразилія та Сполучені Штати.

## Наслідки деколонізації
Дослідження 2019 року показало, що «рівень демократії різко зріс, коли колонії отримали внутрішню автономію в період безпосередньо перед своєю незалежністю. Однак конфлікти, зростання доходів і економічне зростання не відрізнялися систематично до і після незалежності».
За словами політичного теоретика Кевіна Дуонга, деколонізація, «можливо, була найбільшим актом позбавлення громадянських прав століття», оскільки численні антиколоніальні активісти переважно прагнули до загального виборчого права в імперіях, а не до незалежності: «Коли залежні території стали національними державами, вони втратили свій голос у зібраннях митрополій, справи яких впливали на них ще довго після здобуття незалежності».
Девід Стрендж пише, що втрата їхніх імперій перетворила Францію та Британію на «другосортні держави».

## Деколонізація глобального здоров'я
Широко визнано, що глобальне здоров'я як дисципліна має імперське походження, і необхідність його деколонізації була широко визнана. Демонтаж феодальної структури глобальної охорони здоров'я згадується як ключовий порядок денний деколонізації. Одними з ключових лідерів деколонізаційної глобальної програми охорони здоров'я є Сейє Абімбола та Мадхукар Пай.[джерело?]

## Теоретики деколонізації
- Джамалудін аль-Афґані
- Амілкар Кабрал
- Хосе Маріатеґі
- Ахілл Мбембе
- Кваме Нкрума
- Едвард Саїд
- Еме Сезер
- Леопольд Сенґор
- Франц Фанон
- Хо Ші Мін

## Зауваження
1. ↑  Цитуючи Нельсона Мальдонадо Торреса, Сабело Дж. Ндлову-Гатшені стверджує, що «Деколоніальність оголошує широкий «деколоніальний поворот», який передбачає «завдання деколонізації самого знання, влади та буття, включаючи такі інституції, як університет»»[91]
2. ↑  Завала, наприклад, коментує, що деколоніальний проект також є «проектом епістемологічної різноманітності», який «переосмислює та розвиває знання та системи знань (епістемології), які були замовчувані та колонізовані». Він каже, що це спроба «відновити витіснені та латентні знання, водночас генеруючи нові способи бачити та бути у світі».[92]
3. ↑  Щодо використання терміна «західна система знань» Джако С. Драєр пише: «Я використовую поняття «західна система знань» для позначення інституціоналізації та розвитку наукового знання в Європі, а пізніше в інших країнах контексту «першого світу», як частини західної модерності, і її продовження в сучасній науці. Я усвідомлюю, що це грубе спрощення сотень років розвитку науки в західному світі. Це формулювання також приховує велику різноманітність епістемологічних, онтологічні, методологічні та аксіологічні констеляції в рамках цієї системи знань».[93]